# Hugo Chávez

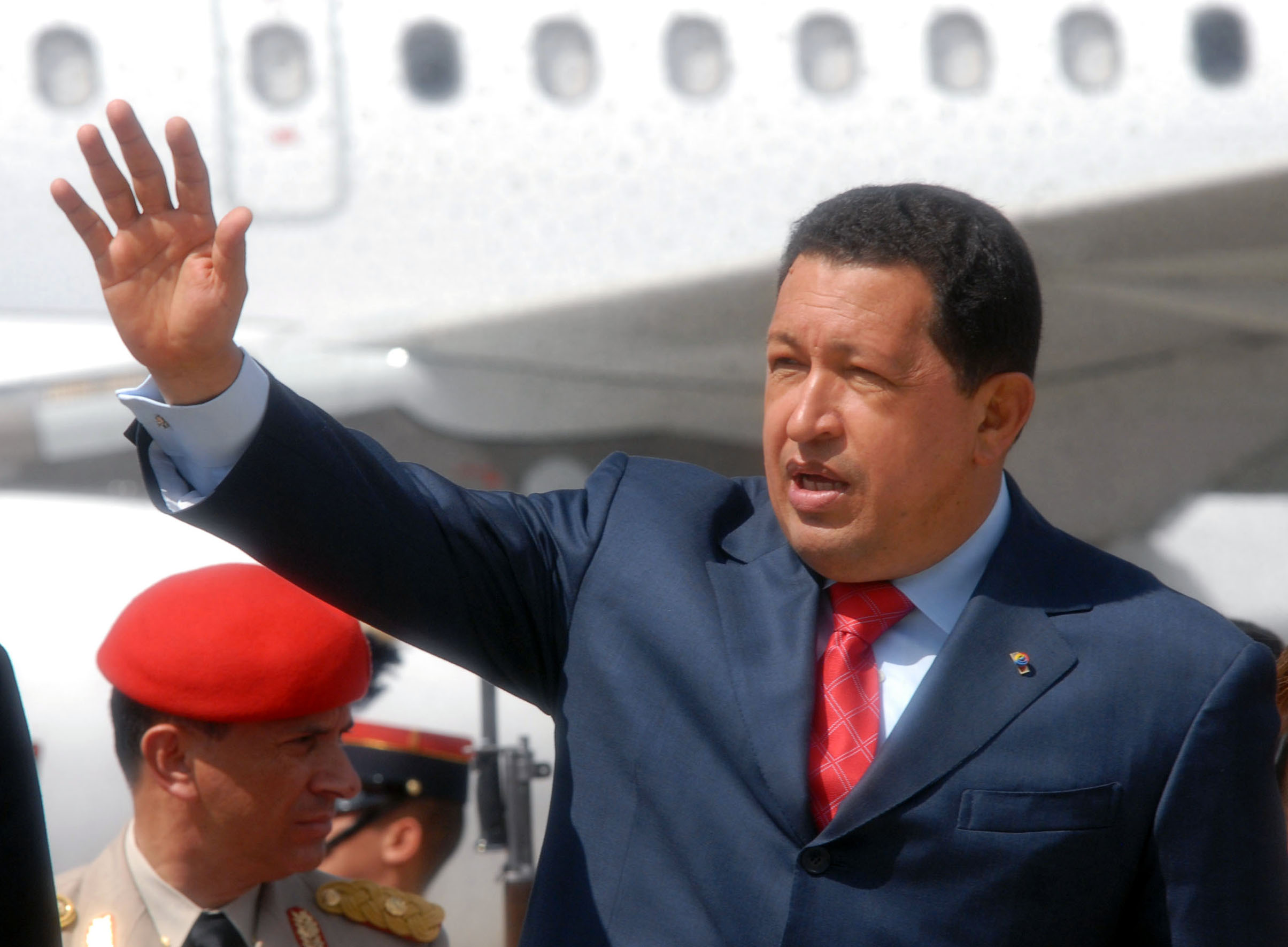
Hugo Chávez, 2008

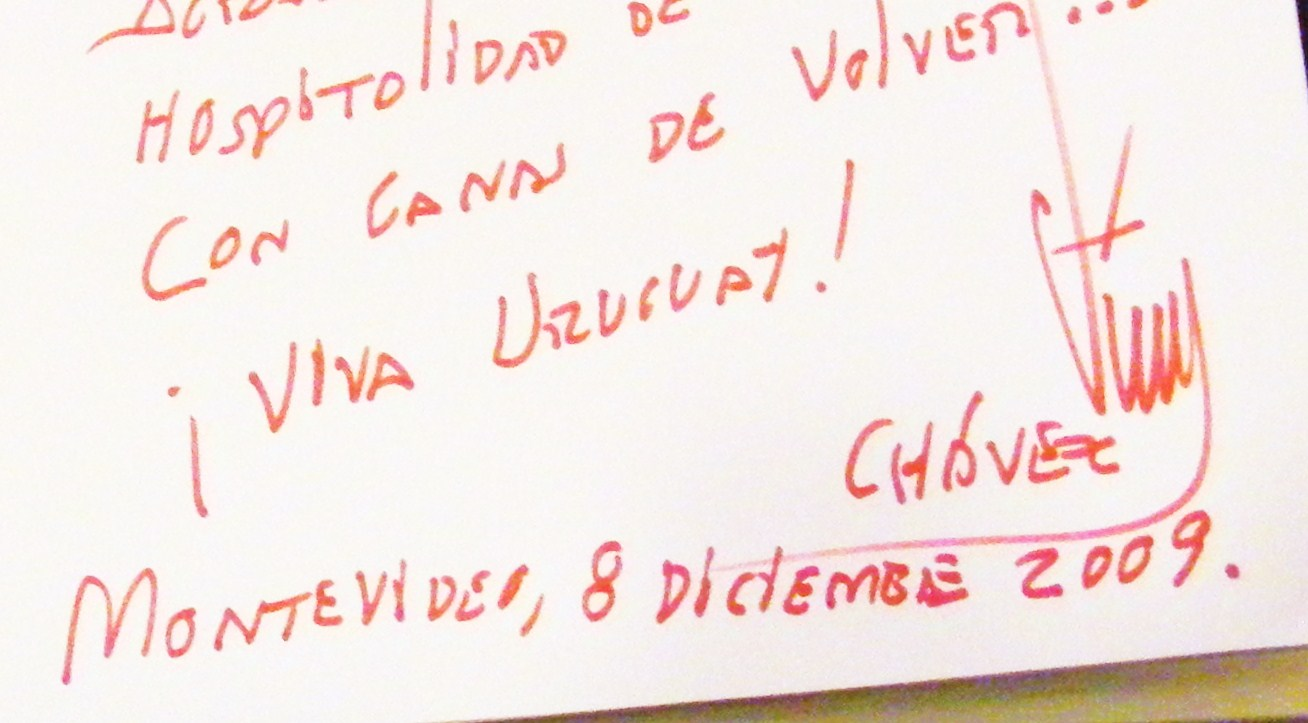
Unterschrift von Hugo Chávez

Hugo Rafael Chávez Frías [ˈuɣo rafaˈel ˈtʃaβes ˈfɾias] (* 28. Juli 1954 in Sabaneta; † 5. März 2013 in Caracas) war ein venezolanischer Offizier und Politiker. Von 1999 bis zu seinem Tod 2013 war er der 62. Staatspräsident Venezuelas.
Mit seiner Programmatik berief sich Chávez auf sein Vorbild Simón Bolívar und dessen Einsatz für ein vereintes Südamerika. Der frühere Oberstleutnant gründete Anfang der 1980er Jahre die Untergrundbewegung Movimiento Bolivariano Revolucionario 200. Nach einem misslungenen Putschversuch, der ihn landesweit bekannt machte, verbrachte Chávez zwei Jahre in Haft. Er gründete die Partei Movimiento Quinta República und gewann 1998 die Präsidentschaftswahlen. Bei den Wahlen 2000, 2006 und 2012 wurde er dreimal in Folge wiedergewählt.
Chávez’ Bolivarische Revolution bezog sozialistische und marxistische Ideen ein und nutzte nach der Verstaatlichung der Schlüsselindustrien den Ölreichtum Venezuelas zur Finanzierung seiner Vorstellung vom „Sozialismus des 21. Jahrhunderts“ in der Sozialpolitik sowie einer Klientelpolitik. Chávez’ Person, seine Politik, sein Führungsstil und seine Medienauftritte haben sowohl international beachtete Kontroversen wie auch bedeutende Aufmerksamkeit und Anerkennung unter linken und globalisierungskritischen Gruppierungen hervorgerufen. Kritiker warfen ihm insbesondere sein autoritäres Vorgehen und eine nicht nachhaltige Wirtschaftspolitik und Entwicklung Venezuelas vor. Umstritten war auch die Zusammenarbeit mit verschiedenen Diktatoren und militanten Bewegungen sowie sein Umgang mit Oppositionellen und Gegnern.

## Biografie
Chávez wurde als Sohn des ehemaligen Dorfschullehrers Hugo de los Reyes Chávez und seiner Frau Elena Frías de Chávez im westvenezolanischen Bundesstaat Barinas geboren. Drei Brüder von Hugo Chávez sind ebenfalls in der Politik tätig, siehe Abschnitt Vorwurf des Nepotismus.
Chávez wurde katholisch erzogen und war zweimal verheiratet. Mit seiner ersten Frau Nancy Colmenares war er 18 Jahre verheiratet und hatte drei Kinder (Rosa Virginia, María Gabriela, Hugo Rafael) und zwei Enkelkinder. Chávez hatte während dieser Zeit eine über neun Jahre andauernde Affäre mit der Historikerin Herma Marksman. Marksman distanzierte sich mittlerweile auch politisch von ihm. Die Ehe wie die Liebesaffäre gingen nach dem gescheiterten Putschversuch 1992 in die Brüche. Von seiner zweiten Frau, der Journalistin Marisabel Rodríguez de Chávez, wurde Chávez ebenfalls geschieden. Aus der zweiten Ehe hatte er eine weitere Tochter (Rosainés).

### Armeezeit
Chávez trat mit 17 Jahren in die venezolanische Armee ein und besuchte die Militärakademie in Caracas, die er 1975 als Subteniente (entspricht einem deutschen Leutnant) abschloss. In der Folge hatte er eine Reihe von Einsätzen: zunächst in einem Infanterie-Bataillon und als Fallschirmjäger, ab 1978 in einer mit AMX-30-Panzern ausgerüsteten Einheit in Maracay. 1980 kehrte er als Lehroffizier an die Militärakademie in Caracas zurück und leitete dort nacheinander mehrere Abteilungen, darunter die für die Sportausbildung und die für kulturelle Aktivitäten. Ein postgraduales Studium der Politikwissenschaften von 1989 bis 1990 an der Universität Simón Bolívar in Caracas schloss er nicht ab. Chávez erreichte in der venezolanischen Armee schließlich den Rang eines Oberstleutnants. 1994 musste er die Armee verlassen.

### Politisierung
In seiner Zeit an der Militärakademie gründete Chávez zusammen mit anderen Offizieren eine Diskussionsgruppe namens Ejército Revolucionario Bolivariano (ERB-200), die sich an den Werken von Simón Rodríguez, Simón Bolívar und Ezequiel Zamora orientierte und sich unter anderem mit der venezolanischen Militärgeschichte und der Entwicklung einer neuen Militärdoktrin für die Armee beschäftigte. Den Namen Simón Bolívar füllte Chávez dabei mit seinen eigenen Ideen und Absichten auf, unabhängig davon, ob diese zum historischen Bolívar „passten“ oder nicht. Bereits 1986 kam die Gruppe zu der Überzeugung, dass es notwendig sei, politisch zu handeln und eventuell auch militärisch gegen die Regierung vorzugehen.
In der zweiten Amtszeit von Carlos Andrés Pérez (1989–1993) kam es 1989 zu Unruhen in den großen Städten des Landes, dem sogenannten Caracazo. Die Regierung Pérez ließ die Plünderungen gewaltsam niederschlagen; 276 Menschen kamen dabei ums Leben, laut unbestätigten Quellen sogar bis zu 3000. Diese Ereignisse sollen zur Wandlung vom ERB-200 zum MBR-200, dem Movimiento Bolivariano Revolucionario 200 (Revolutionäre Bolivarianische Bewegung 200), geführt haben. Der MBR-200 war eine klandestine Organisation, die sich als „zivil-militärische“ Struktur verstand. Sie wandte sich gegen militärischen Fundamentalismus sowie Sektierertum und öffnete sich für zivile Gruppen.
Bereits im Juli 1992 veröffentlichte Chávez, mit der Gruppe MBR-200, aus dem Gefängnis Yare heraus, eine programmatische Schrift: Wege, um aus dem Labyrinth zu entkommen. Sie erschien als einseitige Zeitung unter dem Titel Die bolivarische Post. Als Symbol diente hier der in gelber, blauer und roter Farbe gezeichnete Schriftzug „MBR-200“. Der Marxismus war die „ideologische Grundierung“. Weitere Einflüsse kamen aus den Büchern von Oscar Varsavsky sowie aus Situationsbezogene Planung von Carlos Matus.

### Vom Putschisten zum Parteiführer
Am 4. Februar 1992 führte Chávez einen Putsch des MBR-200 gegen die Regierung an. Nach nur wenigen Stunden wurde deutlich, dass der Aufstand gescheitert war. Chávez ergab sich mit seinen Truppen in Caracas und erhielt eine Minute Zeit für eine Ansprache, die ihm gewährt wurde, um seinen Kameraden die Kapitulation mitzuteilen. In der 72 Sekunden dauernden Ansprache übernahm er die Verantwortung für den Putsch und dessen Scheitern. Er erklärte, dass er die Waffen für jetzt („por ahora“) niederlege, sie ihre Ziele vorerst nicht erreicht hätten, es würden sich aber neue Möglichkeiten ergeben.
Mit der Ansprache wurde aus einem unbekannten Soldaten ein bekanntes Gesicht. Er wurde für die regierungskritischen Nachbarschaften zu einem Hoffnungsträger. Jene Ansprache wird auch als der Beginn der politischen Kampagne interpretiert, die ihm 1999 die Präsidentschaft einbrachte. Die den wenige Monate danach folgenden Karneval dominierende Figur „Fallschirmjäger mit rotem Barett“ machte seine Popularität deutlich. Vier Monate nach dem gescheiterten Putsch lagen die Popularitätswerte von Chávez bei 67,4 % (in Caracas) und sanken danach bis Mitte 1993 auf rund 55 %. Nach zwei Jahren Haft wurde Chávez zusammen mit den anderen Offizieren des Putsches 1994 von Präsident Rafael Caldera begnadigt.
Unmittelbar nach seiner Freilassung gab Chávez bekannt, dass er sich um das Amt des Präsidenten bewerben wolle und reiste nach Kuba, wo er von Fidel Castro wie ein Staatsgast mit allen protokollarischen Ehren empfangen wurde – der Besuch markierte den Beginn einer Freundschaft, welche Venezuela grundlegend verändern sollte.
In den Jahren bis 1996 gelang es ihm dann, eine stabile Anhängerschaft aufzubauen. Der MBR-200 wandelte sich zu einem offenen Sammelbecken für ehemalige Militärs und linke Kräfte. Zahlreiche von Chávez’ frühen Anhängern hatten ein ambivalentes Verhältnis zur Demokratie. Politisches Ziel des MBR-200 war die Einberufung einer Verfassunggebenden Versammlung. Eine Teilnahme an den landesweiten Wahlen 1993 und den Regionalwahlen 1995 lehnte er ab. 1996 beschloss er, an den nationalen Wahlen 1998 teilzunehmen. Zu diesem Zweck gründete Chávez die Partei Movimiento V [Quinta] Republica (MVR, „Bewegung Fünfte Republik“), welche die linke Koalition Polo Patriotico in die Wahl führte. Ein halbes Jahr vor der Wahl hatte er die in den Umfragen zuvor führende Präsidentschaftskandidatin Irene Sáez weit überholt.

### Erster Wahlsieg und neue Verfassung
Chávez gewann die Präsidentschaftswahlen am 6. Dezember 1998 mit einem Stimmenanteil von 56 Prozent. Henrique Salas Römer erhielt 26,82 % der Stimmen. Die beiden etablierten Parteien Comité de Organización Política Electoral Independiente (COPEI) und Acción Democrática (AD) erhielten nur mehr neun Prozent Zustimmung. Zugleich war es ihm gelungen, in die politische Mitte vorzudringen. Chávez erklärte, er wolle den ehemaligen Diktator Marcos Pérez Jiménez zu seiner Amtseinführung einladen, was er dann aber nach Protesten nicht tat. Wie angekündigt, wurde im April 1999 ein Referendum zur Einberufung einer verfassunggebenden Versammlung durchgeführt. Dem folgten im Juli die Wahlen der Delegierten, die unter Chávez’ Führung einen Verfassungsentwurf erarbeiteten, auf dem die neue „Fünfte Republik“ fußen sollte. Im Dezember 1999 stimmte die Bevölkerung Venezuelas per Referendum der neuen Bolivarischen Verfassung zu. Auf ihrer Basis wurden für Juli 2000 Neuwahlen zu allen Wahlämtern, einschließlich des Präsidentenamts, angesetzt, die sogenannte megaelección.

### Zweite Präsidentschaft

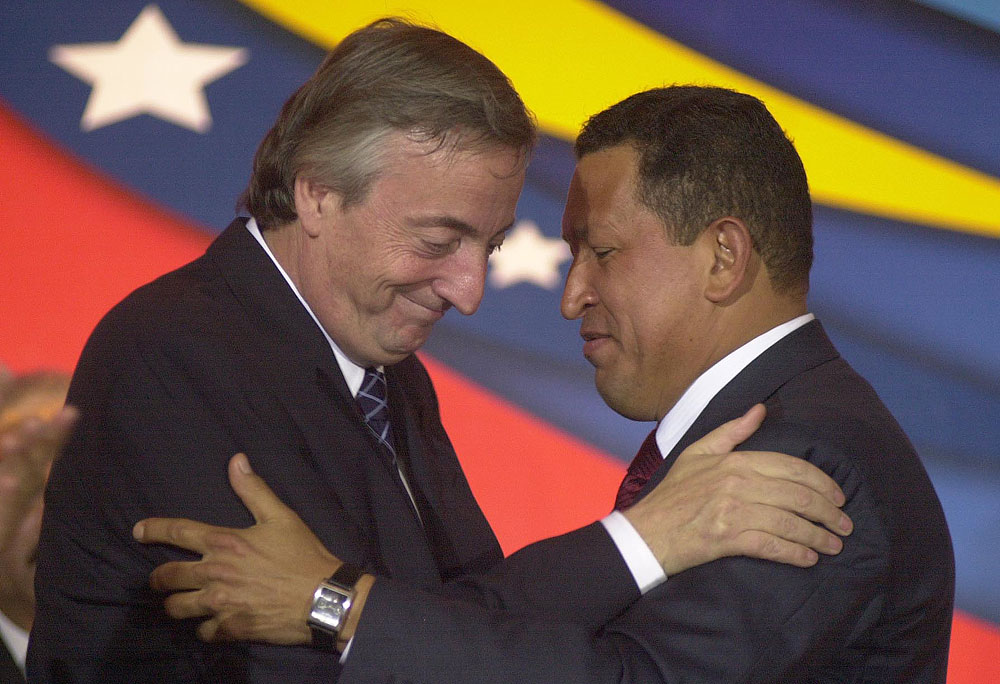
Der ehemalige argentinische Präsident Néstor Kirchner (links) und Hugo Chávez

In den Neuwahlen konnte Chávez mit 60,3 % der Stimmen sein Wahlergebnis noch einmal verbessern. Aus den gleichzeitig stattfindenden Parlamentswahlen ging Chávez’ MVR mit 99 von insgesamt 165 Mandaten als absolut stärkste Kraft hervor, und auch die Gouverneurswahlen erbrachten eine Mehrheit für den MVR.
Im Dezember 2000 ließ Chávez ein Referendum über die Neuorganisation der Gewerkschaften durchführen. Zur Entscheidung stand sein Plan, innerhalb eines halben Jahres alle führenden Funktionäre der Gewerkschaften ihrer Ämter zu entheben und die Gewerkschaftsmitglieder ihre Führungspersonen neu wählen zu lassen. In diesem Referendum entfielen etwa zwei Drittel der Stimmen auf Chávez’ Antrag.
Daraufhin beantragte die größte Oppositions- und ehemalige Regierungspartei des Landes, die Acción Democrática, ein Amtsenthebungsverfahren, das jedoch abgelehnt wurde.

### Streik und Putsch gegen Chávez im April 2002
Chávez tauschte im Februar 2002 die Führungsriege des staatlichen Erdölkonzerns PDVSA durch neue, regierungstreue Manager aus. Ein Verbund aus dem CTV-Gewerkschaftsverband, Wirtschaftsverbänden, katholischer Kirche, der vorherigen Regierungspartei und privaten Fernsehsendern Venezuelas rief am 9. April 2002 einen Generalstreik aus. Ziel des Streiks war der Rücktritt von Chávez. Daraufhin wandte dieser sich zwischen dem 8. und 11. April mit insgesamt 31 landesweit übertragenen Ansprachen (cadenas, siehe Medienpolitik) an die Bevölkerung. Am dritten Streiktag, dem 11. April, bewegte sich eine Oppositionsdemonstration zur Zentrale der Petróleos de Venezuela (PDVSA). Nach Angaben lateinamerikanischer Journalisten nahmen an ihr 50.000 bis 200.000 Personen teil, während die Opposition von bis zu einer Million Teilnehmern ausging. Carlos Ortega, der Vorsitzende der Gewerkschaft CTV, und Pedro Carmona, der Vorsitzende des Unternehmerverbandes Fedecámaras, lenkten die Demonstration jedoch zum Präsidentenpalast Miraflores um, wo sich Chávez-Anhänger versammelt hatten. Der Generalstab des Militärs erklärte um 14:15 Uhr in einer landesweit übertragenen Ansprache Chávez seine volle Unterstützung. Als die Oppositionsdemonstration in die Nähe des Miraflores-Palastes kam, versuchten Anhänger der Palastgarde, die Unterstützer und Oppositionellen auseinanderzuhalten.
Die Situation eskalierte, als Angehörige der Hauptstadtpolizei, die damals dem offen antichávistischen Bürgermeister Alfredo Peña unterstand, in die Menge der Chávez-Anhänger schossen. Insgesamt wurden 19 Personen getötet und über 300 verletzt. Die Opfer waren ungefähr zur Hälfte Anhänger von Chávez und der Opposition. Alle oppositionellen Fernsehsender berichteten, Chávez-Anhänger hätten in die Oppositionsdemonstration geschossen, was die Chávez-Anhänger bestritten. Sie suggerierten dies – den Chávez-Anhängern zufolge – auch durch geschickte Schnitte und eine chronologisch falsche Anordnung der Ereignisse in der Fernsehberichterstattung. Zahlreiche Beweise für die Verwicklung der Stadtpolizei in den Putsch legen laut Narco News die Vermutung nahe, dass der rücksichtslose Polizeieinsatz als Vorbereitung zum Staatsstreich diente. Die Opposition machte Hugo Chávez für die Toten der Scharfschützen verantwortlich und rechtfertigte mit ihnen den nachfolgenden Putsch.
Am 12. April kam es zum Putsch. Der Generalstab des Militärs, der den Staatsstreich vorbereitet hatte, nahm die Toten zum Anlass, Chávez nicht mehr anzuerkennen, und ordnete am 12. April 2002 seine Verhaftung an. Noch am selben Tag ließ sich Pedro Carmona als Übergangspräsident vereidigen. Dieser löste als seine erste Amtshandlung das Parlament und das Oberste Gericht auf, was national wie international auf scharfe Kritik stieß. Nach dem Putsch kam es zu zahlreichen Feuergefechten, Straßenschlachten und Hausdurchsuchungen, bei denen weitere 50 bis 70 Menschen starben, hauptsächlich Aktivisten der sozialen Bewegungen in den Armenvierteln.
Der Staatsstreich löste Massenproteste bei weiten Teilen der Bevölkerung aus, an denen sich im ganzen Land mehrere Millionen Menschen beteiligten. Noch während ihrer Siegesfeier setzte die Garde des Präsidentenpalastes die Putschisten fest. Am 13. April 2002 wurde Chávez aus der Militärhaft befreit und wieder ins Präsidentenamt eingesetzt. Der kommandierende General des Heeres, Efrain Vazquez Velasco, verlangte öffentlich die Wiederherstellung aller verfassungsmäßigen Institutionen und erklärte, das Militär habe keinen Staatsstreich verüben wollen. Über den Putschpräsidenten Pedro Carmona wurde Hausarrest verhängt. Später gelang es ihm, zu fliehen, und er setzte sich über Kolumbien in die USA ab. Eine von Angehörigen der Opfer und der Opposition verlangte Kommission zur Aufklärung der Ereignisse des 11. April stieß nach Angaben der Opposition bei der Regierung auf Desinteresse und sei deshalb nicht gebildet worden.
Die an der Schießerei beteiligten Chávez-Anhänger wurden freigesprochen. Mindestens fünf der Generäle, denen eine Beteiligung am Staatsstreich zur Last gelegt wurde, wurden vom Obersten Gerichtshof Venezuelas freigesprochen. Staatsanwalt Danilo Anderson, der gegen die Putschisten und Angehörige der Hauptstadtpolizei in Zusammenhang mit den Ereignissen des 11. April 2002 ermittelte, wurde im Jahr 2004 von unbekannten Tätern ermordet. Nach einem Prozess, der im März 2006 begann, wurden die zehn Polizisten der Polizei im April 2009 wegen Verbrechen schuldig gesprochen, die am 11. April 2002 zum Tod von drei Demonstranten geführt haben sollen. Sechs von ihnen wurden des Mordes angeklagt und zu jeweils 30 Jahren Gefängnis verurteilt, während ein Polizist freigesprochen wurde. Der ehemalige Präsident des Obersten Gerichtshofs Venezuelas, Eladio Aponte Aponte, der 2012 aus Venezuela floh, nachdem die venezolanische Regierung ihn angeblicher Verbindungen zum Drogenhandel beschuldigt und ihn seines Postens enthoben hatte, erklärte den US-Behörden, er sei von Präsident Chávez persönlich angewiesen worden, die ganze Macht des Gerichts einzusetzen, um die Polizisten zu verurteilen.

#### Rolle der USA und Spaniens
Es gibt Hinweise darauf, dass die Putschisten zwei Monate vor den Ereignissen regelmäßig Kontakt mit der US-Botschaft gehabt hätten. Nach Angaben des Observers hatte der hochrangige US-Regierungsbeamte Otto Reich mehrere Monate vor dem Staatsstreich den späteren Putschpräsidenten Pedro Carmona im Weißen Haus empfangen und diesem während des Putsches diplomatische Rückendeckung gegeben. Auch sollen US-Regierungsbeamte wie John Negroponte und Elliot Abrams vorab über die Pläne der Putschisten informiert gewesen sein. Der Guardian zitierte einen Offizier der US Navy, dass Teile der Funkkommunikation der Putschisten über Schiffe der US Navy, die vor der venezolanischen Küste lagen, abgewickelt worden seien. Der frühere US-Präsident Jimmy Carter sagte, dass die US-Regierung unter George W. Bush zweifellos zumindest vollständig über den Putsch informiert war.
Offizielle Stellen in den USA bestritten jedwede Verwicklung der US-Regierung. Eine Überprüfung durch das Office of Inspector General habe in den Aufzeichnungen des US-Außenministeriums und der US-Botschaft in Caracas keinerlei Hinweise auf eine Unterstützung durch Mitglieder der entsprechenden Behörden gefunden. Diplomaten berichteten, dass die in jener Zeit häufigen Besuche von Chávez-Gegnern in Washington oder der US-Botschaft in Caracas zumindest eine stillschweigende Duldung signalisiert haben könnten.
Hinweise auf eine Verwicklung der spanischen Regierung unter José María Aznar wurden vom spanischen Außenminister Miguel Ángel Moratinos Ende November 2004 bei einem Besuch von Chávez bestätigt. Moratinos bedauerte, dass Spanien unter Aznar den Putschversuch unterstützt habe. Er bezeichnete dies als ein „Vorgehen […], das sich nicht wiederholen dürfe“, und versicherte, dass Spanien „künftig die Demokratie in Lateinamerika unterstützen“ wolle.

### Generalstreik
Am 2. Dezember 2002 rief der Dachgewerkschaftsverband CTV – der eng an die alten Regierungen gebunden ist – gemeinsam mit Unternehmerverbänden einen Generalstreik aus.
In der Ölindustrie nahm dieser den Charakter direkter Sabotage an: Das Unternehmen Intesa, ein Joint Venture der Petróleos de Venezuela und des US-amerikanischen Rüstungskonzerns SAIC, war für die Informatik und Computersteuerung der Ölförderung zuständig. Insbesondere Angestellten dieses Unternehmens gelang es, die Ölförderung Venezuelas weitgehend zum Erliegen zu bringen, indem sie die Fördereinrichtungen per Softwarebefehl herunterfuhren und anschließend das Steuerungssystem beschädigten. Die volkswirtschaftlichen Schäden, die durch Sabotage an der Ölförderung entstanden, beliefen sich auf acht bis zehn Milliarden Dollar. Das Bruttoinlandsprodukt sank dadurch im Jahr 2002 um 8,9 Prozent und im Jahr 2003 um 9,4 Prozent. Es dauerte noch bis zum April 2003, bis alle wichtigen Ölfördereinrichtungen wieder in Betrieb genommen werden konnten.
Die zentrale Forderung der Streikenden war der Rücktritt des Präsidenten. Chávez lehnte jedoch seinen Rücktritt ab. Mehrere zehntausend Menschen verloren in Folge ihre Arbeit. Auf Initiative des neuen brasilianischen Präsidenten Lula da Silva bildete sich eine Gruppe der Freunde Venezuelas, bestehend aus Brasilien, Chile, Mexiko, den USA, Spanien und Portugal, daneben schaltete sich auch der ehemalige US-Präsident Jimmy Carter in die Vermittlungen zwischen Chávez und der Opposition ein. Carter unterbreitete zwei Vorschläge: eine Verfassungsänderung, die Chávez’ Amtszeit von sechs auf vier Jahre verkürzt hätte, oder eine Volksabstimmung zur Halbzeit von Chávez’ Amtszeit über dessen Verbleib im Präsidentenamt, die am 19. August 2003 hätte stattfinden sollen. Die beiden Parteien konnten sich jedoch nicht auf einen Vorschlag einigen; die Opposition gab schließlich den kaum befolgten Streik am 3. Februar 2003 auf, nachdem Ende Januar nach offiziellen Angaben über zwei Millionen Menschen in Caracas gegen den Streik demonstriert hatten. Nach Angaben der Opposition lag die Teilnehmerzahl bei 108.000.

### Referendum
| Endgültiges Ergebnis Referendum 2004 | Stimmenzahl | %       |
| ------------------------------------ | ----------- | ------- |
| zugelassene Wähler                   | 14.027.607  |         |
| Wahlbeteiligung                      | 9.815.631   | 69,98 % |
| gültige Stimmen                      | 9.789.637   |         |
| ungültige Stimmen                    | 25.994      |         |
| Ja-Stimmen                           | 3.989.008   | 40,74 % |
| Nein-Stimmen                         | 5.800.629   | 59,25 % |

Im Juli und August 2003 sammelte die Opposition Unterschriften, um ein Referendum über die vorzeitige Beendigung der Amtszeit von Präsident Chávez zu bewirken. Der Nationale Wahlrat (Consejo Nacional Electoral, CNE) weigerte sich jedoch, die gesammelten Unterschriften entgegenzunehmen. Nach anhaltenden Protesten gab der Präsident des CNE, Francisco Carrasquero, schließlich am 3. Juni 2004 bekannt, dass von 3,4 Millionen von der Opposition für ein Referendum gegen Chávez’ gesammelten Unterschriften 2,54 Millionen anerkannt würden und so das Referendum mit 15.738 Stimmen Überschuss zugelassen werde. Diesem musste sich Chávez am 15. August 2004, vier Tage vor Beendigung des vierten Jahres seiner Amtszeit, stellen. Um Chávez des Amtes zu entheben, benötigte die Opposition in einer Volksabstimmung allerdings mehr als die 3,7 Millionen Stimmen, die der Politiker im Jahr 2000 bei seiner Wiederwahl für eine zweite Amtszeit erhielt.
Gemäß den Verlautbarungen der Wahlkommission führte das Referendum, das eine für venezolanische Verhältnisse außerordentlich hohe Wahlbeteiligung von etwa 70 Prozent aufwies (zweimal wurde die Schließung der Wahllokale am Wahltag verschoben), nicht zur Ablösung der Regierung. Es votierten 59,25 Prozent gegen Chávez’ Amtsenthebung und 40,74 Prozent dafür.
Die EU entschied sich gegen die Entsendung von Wahlbeobachtern, da zur Endauszählung weder Oppositionsvertreter noch OAS-Beobachter zugelassen wurden. Trotzdem und entgegen bereits vorab geäußerten Befürchtungen der Opposition über einen möglichen Wahlbetrug bescheinigten internationale Wahlbeobachter der Wahl einen einwandfreien Verlauf. Der US-amerikanische Ex-Präsident Jimmy Carter nannte sie „eine Übung in Sachen Demokratie“. Als zentraler Faktor für Chávez’ Erfolg galt die wirtschaftliche Erholung des Landes. Insbesondere durch den Anstieg des Ölpreises war die venezolanische Wirtschaft im ersten Quartal 2004 nominal um 30 Prozent gewachsen, und auch für das zweite Quartal wurde ein Wachstum von 12 bis 14 Prozent erwartet. Ein weiterer Faktor für ihre Niederlage war auch die innere Gespaltenheit der Opposition.
Unmittelbar nach der Bekanntgabe des Ergebnisses kam es in Caracas zu teilweise gewaltsamen Demonstrationen von Oppositionellen, die das Ergebnis inakzeptabel fanden und weiterhin von einem Wahlbetrug ausgingen. Die Demonstranten wurden von Chávez-Anhängern mit Waffen angegriffen, wobei eine 62-jährige Frau starb und neun weitere Personen verletzt wurden. Die Täter konnten identifiziert und verurteilt werden, allerdings wurden diese Urteile 2006 annulliert.
Vor dem Referendum veröffentlichte Luis Tascón die Unterschriftenliste derjenigen, welche sich für die Abberufung von Chávez einsetzten, auf seiner Website, damit Chávez-Anhänger nachprüfen konnten, ob sie von Angehörigen der Opposition gegen ihren Willen dort eingetragen wurden. Außerdem wurden potenzielle Unterzeichner durch die Regierung Chávez mit Arbeitsplatzverlust bedroht im Fall, dass sie gegen den Präsidenten unterschreiben. So bezeichnete zum Beispiel der Minister für Gesundheit und soziale Entwicklung, Róger Capella, das Unterschreiben als einen Akt des Terrorismus und gab zu verstehen, dass dies einer Verschwörung gegen das Amt des Präsidenten gleichkomme. Die Liste soll später dafür genutzt worden sein, bei Neueinstellungen in den Staatsdienst die politische Einstellung der Bewerber zu überprüfen, und Personen, welche nicht auf dieser Liste stehen, sollen bevorzugt eingestellt worden sein. Allerdings ist laut Venezuela Analysis zu berücksichtigen, dass in der Verwaltung Venezuelas viele Anhänger der Opposition saßen, welche die Umsetzungen von Regierungsentscheidungen sabotiert hatten.
Damit sich eine solche Veröffentlichung nicht wiederholt, wurde bei den Unterschriftensammlungen zur Abberufung verschiedener Bürgermeister und Gouverneure kein Name mehr gespeichert, sondern ein Fingerabdruck.
Zur Parlamentswahl 2005 stand diese Methode, Fingerabdrücke der Wähler zu registrieren, im Zentrum der Kritik mehrerer Oppositionsbündnisse. Nach Ansicht dieser verletzten die Computer das Recht auf geheime Wahl. Obwohl die Wahlkommission ankündigte, die kritisierten Wahlcomputer nicht einzusetzen, erklärten fünf Parteien, die die Mehrheit der oppositionellen Kräfte in Venezuela darstellten, ihren Boykott der Wahlen. Auf Seiten der Regierungsparteien wurde eine gemeinsame Allianz des MVR und der anderen Chávez unterstützenden Parteien gebildet. Die Listenkandidaten wurden unter dem Namen MVP aufgestellt, während die Bewerber auf die Direktmandate unter dem Namen Unidad de Vencedores Electorales (UVE) antraten.
Durch die Besetzung des Parlamentes ausschließlich mit eigenen Anhängern und damit dem Erreichen der Zweidrittelmehrheit erhielt Chávez die Möglichkeit eines weitreichenden Einflusses auf die Staatsgewalten, wie zum Beispiel die Kontrolle der Wahlbehörde Consejo Nacional Electoral (CNE, in Venezuela im Verfassungsrang einer Staatsgewalt), aber auch über die Judikative, ebenso wie die Möglichkeit des Parlamentes, den Präsidenten zu ermächtigen und per Dekret zu regieren, wozu eine Dreifünftelmehrheit notwendig ist.

### Präsidentenwahl 2006
Nach dem amtlichen Endergebnis entfielen auf den Kandidaten Hugo Chávez Frías 62,84 Prozent der abgegebenen Stimmen. In absoluten Stimmen entspricht das 7.308.080 Personen. Der führende Oppositionskandidat Manuel Rosales konnte 36,90 Prozent der abgegebenen Stimmen auf sich vereinen. Diese Quote entspricht 4.292.466 Stimmen. Weitere zwölf Kandidaten waren beinahe bedeutungslos.
Die von der Europäischen Union entsandten Beobachter sprachen von einer weitgehend reibungslosen Wahl entsprechend den nationalen Gesetzen und internationalen Standards. Die hohe Teilnehmerzahl, die friedliche Atmosphäre sowie die allgemeine Akzeptanz der Ergebnisse stellten einen deutlichen Fortschritt gegenüber den Parlamentswahlen im Jahr 2005 dar.
Im offiziellen Bericht zur Beobachtungsmission der EU wurden allerdings unter anderem die starke institutionelle Propaganda hauptsächlich für Präsident und Kandidat Chávez sowie die unausgeglichene Berichterstattung sowohl in den öffentlichen als auch in den privaten Medien kritisiert. Es sei auf Staatsangestellte Druck ausgeübt worden, für Chávez zu stimmen bzw. an Wahlkampagnen für seine Wiederwahl teilzunehmen. Dies könnte als ein Verstoß gegen die internationalen Prinzipien der freien Stimmabgabe gewertet werden, wie sie im Artikel 4 der Deklaration über freie und faire Wahlen der Interparlamentarischen Union festgelegt seien, deren Mitglied die venezolanische Nationalversammlung ist. Die Kommission konnte nur wenige der an sie herangetragenen Fälle auf ihren Wahrheitsgehalt überprüfen, sie erwähnte insbesondere eine Rede des Energieministers Rafael Ramírez vor den Beschäftigten der staatlichen Ölindustrie. Wegen dieser Rede wurde Rafael Ramírez vom CNE im Juli 2007 zu einer Strafe von 18.000.000 Bolívares (knapp 7000 Euro) verurteilt.

### Dritte Präsidentschaft
Nach seiner Wiederwahl erklärte Hugo Chávez, er wolle die bolivarianische Revolution vertiefen. Sein Ziel sei die Transformation der Gesellschaft in Richtung eines „Sozialismus des 21. Jahrhunderts“. Er ließ sich von dem damals noch befreundeten deutschen Sozialwissenschaftler Heinz Dieterich (Universität Mexiko-Stadt) beraten. Um dies zu erreichen, hatte er eine Fülle von Maßnahmen angekündigt und bei der venezolanischen Nationalversammlung Sondervollmachten beantragt. Gleichzeitig wurde im Eilverfahren maßgeblich durch Chávez persönlich ein neuer Verfassungsentwurf ausgearbeitet, der die „alte“ Verfassung von 1999 in wesentlichen Punkten verändern sollte. Neben einer Erweiterung der Macht des Präsidenten sah der Entwurf der Verfassungsreform die Ersetzung des Zweikammernparlaments durch eine Nationalversammlung vor. Sie wurde von der Nationalversammlung am 2. November 2007 mit großer Mehrheit angenommen, beim Referendum am 3. Dezember 2007 aber von 50,7 Prozent der Abstimmenden abgelehnt. Mentor Dieterich erklärte nach Chávez’ Tod, dass die Idee des „Sozialismus des 21. Jahrhunderts“ in Venezuela nie in die Praxis umgesetzt wurde.
Neben sozialen Aspekten, wie die Beschränkung der täglichen Arbeitszeit auf sechs statt bisher acht Stunden, sah der Verfassungsentwurf unter anderem die Schaffung zweier neuer Teilstreitkräfte unter dem Dach der bisherigen Armee vor: die „Bolivarische Territorialgarde“ sowie die „Volksmiliz“. Letztere sollte direkt dem Präsidenten unterstellt sein. Gleichzeitig sollte ein neues Angriffsziel der Streitkräfte in Form des „inneren Feindes“ definiert werden, was die Bekämpfung jeglicher Dissidenz ermöglicht hätte. Die Währungshoheit sollte von der Zentralbank auf den Präsidenten übertragen werden und der Präsident sollte unbegrenzt wiedergewählt werden können. Des Weiteren sollte eine Reform der Eigentumsverhältnisse angestrebt werden. Der Verfassungsentwurf nannte fünf Arten, die staatlicherseits anerkannt sein würden: Öffentliches, direktes gesellschaftliches, indirektes gesellschaftliches, kollektives und gemischtes Eigentum. Das noch in der Verfassung von 1999 garantierte Privateigentum kam nicht mehr vor. Eine weitere der geplanten Verfassungsänderungen, die Aufhebung der Beschränkung auf zwei Amtszeiten bei politischen Ämtern (nochmalige Wiederwahlmöglichkeit), wurde hingegen bei einem getrennten Referendum am 15. Februar 2009 von 54,4 Prozent der Abstimmenden angenommen. Trotz des verlorenen Verfassungsreferendums, und damit ausdrücklich entgegen dem Willen der Mehrheit des Volkes, nutzte Chávez in der Folgezeit seine Dekretvollmacht und die quasi unbeschränkte Mehrheit seiner Partei im Parlament, um zahlreiche abgelehnte Verfassungsartikel nun als Gesetze zu verabschieden. Kritiker warfen Chávez vor, dadurch eine diktatorische Machtfülle erlangt zu haben.
Dabei wandten sich auch ehemalige Weggefährten wie Raúl Isaías Baduel von ihm ab.
Am 22. Juni 2007 vereidigte Hugo Chávez die neu gegründete zentrale Plankommission. Sie sollte eine Bestandsaufnahme der venezolanischen Volkswirtschaft durchführen, die diversen staatlichen Entwicklungspläne zusammenführen und Vorschläge für die zukünftige Wirtschaftsentwicklung ausarbeiten.
Hugo Chávez kündigte weiterhin an, den Consejos Comunales, Zusammenschlüssen von je ungefähr 200 Familien in den Stadtteilen, mehr Kompetenzen zu geben und ihnen mehr Gelder zur Verfügung zu stellen. Sie bildeten die Basis für eine neue Verwaltungsstruktur, die weniger korruptionsanfällig sein sollte.
Auch schlossen sich verschiedene Parteien des Chávez-Lagers in einer Vereinigten Sozialistischen Partei Venezuelas (PSUV) zusammen. Chávez erhoffte sich dadurch einen größeren Einfluss der Basis auf die Parteistrukturen. Bis zum 25. Juni 2007 schrieben sich 5,7 Mio. Menschen für die PSUV ein.
Bei den Parlamentswahlen 2010 trat die PSUV in einer Allianz mit dem Partido Comunista de Venezuela (PCV) an. Im Gegensatz zur Wahl von 2005 nahmen jetzt auch wieder die oppositionellen Parteien teil. Aus mehreren verschiedenen politischen Lagern kommend, darunter auch die Partei Por la Democracia Social (PODEMOS), die bei den vorangegangenen Wahlen noch die Politik von Chávez unterstützt hatte, bildeten sie die Wahlallianz Mesa de la Unidad Democrática (MUD). Das Wahlsystem wurde im Vergleich zu den vorangegangenen Parlamentswahlen von einer Verhältnis- zu einer Mehrheitswahl entwickelt, in dem Direktmandate eine stärkere Rolle für die Zusammensetzung des Parlamentes spielen. Bereits im Vorfeld wurde Kritik an dieser Veränderung des Wahlrechtes laut, die den traditionellen Hochburgen von Chávez, bevölkerungsarmen, ländlichen Bundesstaaten, ein höheres Gewicht verleihe, sowie an der Neuordnung der jetzt wichtiger gewordenen Wahlbezirke zugunsten von Kandidaten aus dem Lager des PSUV-PCV. Neben den beiden Allianzen konnte noch Patria Para Todos (PPT) Abgeordnete gewinnen. Bei der Wahl bekamen PSUV-PCV 48,3 %, der MUD 47,2 % und der PPT 3,1 % der Stimmen bei einer Wahlbeteiligung von 66,5 %. Aufgrund des ausgeprägten Mehrheitswahlrechtes ergab sich folgende Sitzverteilung im venezolanischen Parlament: PSUV-PCV 98 Sitze (59,4 %), Mesa 65 Sitze (39,4 %), PPT 2 Sitze (1,2 %). Damit gewannen PSUV-PCV die einfache Mehrheit deutlich, verpasste jedoch die wichtige Zweidrittel- sowie Dreifünftelmehrheit.
Anfang März 2011 erklärte Chávez, er sei der Kandidat der PSUV für die Präsidentenwahlen von 2012. Er sagte, er sei sicher, dass es Zeitverschwendung wäre, wenn die PSUV interne Wahlen veranstalten würde, denn er würde auf jeden Fall gewinnen.
Ende Juni 2011 erklärte Chávez von Kuba aus, er habe Krebs und habe sich deshalb einer Operation unterzogen. Schon zuvor hatte es Spekulationen über eine mögliche schwere Erkrankung gegeben. Die Opposition kritisierte den langen Aufenthalt in Kuba, da sie es für verfassungswidrig hielt, dass der Präsident das Land vom Ausland aus regiert. Chávez sagte dazu, er werde nicht zurücktreten. Er habe lediglich per Dekret einige seiner Aufgaben und Befugnisse an seinen Vizepräsidenten, Elías Jaua, und an den Minister für Planung und Finanzen, Jorge Giordani, „delegiert“. Mehrere Operationen und Chemotherapien wurden zwischen Juni 2011 und Juli 2012 durchgeführt.

### Präsidentschaftswahlen 2012
Vor der Präsidentschaftswahl am 7. Oktober 2012 hatte Chávez mitgeteilt, krebsfrei zu sein. Bei einer Wahlbeteiligung von 81 % wurde er mit 55 % der abgegebenen Stimmen wiedergewählt, sein Herausforderer Henrique Capriles, dem es zuvor gelungen war, die zerstrittene bürgerliche und rechte Opposition zu einigen, kam auf 44,3 %. Absolut erhielt Chávez damit 1,6 Millionen Stimmen mehr als sein Konkurrent und hätte damit bis 2019 weiterregieren können, andererseits gingen auch 2,2 Millionen Stimmen mehr an die Opposition.

### Weitere Krankheit und Tod
Am 8. Dezember 2012 gab Chávez bekannt, dass er erneut an Krebs erkrankt sei und sich umgehend in Kuba operieren lassen werde. Er bestimmte seinen Stellvertreter Nicolás Maduro als möglichen Nachfolger, sollte er in irgendeiner Form „arbeitsunfähig“ werden. Chávez rief seine Anhänger dazu auf, für den Vizepräsidenten Nicolás Maduro zu stimmen, falls er – Chávez – sein Amt nicht mehr ausüben könne. Am 3. Januar 2013 wurde bekannt, dass sich Chávez’ Zustand nach einer vierten Operation verschlechtert hatte. Er litt laut Venezuelas Informationsminister Ernesto Villegas infolge einer schweren Lungenentzündung unter Atemnot, die „strengster medizinischer Behandlung“ bedürfe. Aufgrund seiner Erkrankung konnte er am 10. Januar 2013 nicht im Parlament erscheinen, um nach seiner Wiederwahl, wie von der Verfassung vorgesehen, den Amtseid abzulegen. Eine Vereidigung war für die nächsten Wochen oder Monate geplant. Die Verzögerung der Vereidigung führte zu Neuwahlforderungen der Opposition. Mitte Februar 2013 kehrte Chávez von Kuba nach Venezuela zurück, wo er sich weiteren medizinischen Behandlungen unterzog. Er litt immer noch an einer Erkrankung der Atemwege.
Nach bei WikiLeaks bekanntgewordenen amerikanischen Unterlagen litt Chávez an Prostatakrebs mit Metastasen im Dickdarm. Das aus russischen und kubanischen Ärzten bestehende Ärzteteam sei zutiefst zerstritten gewesen, nachdem die Russen den unprofessionellen ersten chirurgischen Eingriff der Kubaner kritisiert hatten. Chávez habe darüber hinaus einen nach der traditionellen chinesischen Medizin arbeitenden Heiler bemüht. Die Russen hätten dies als Pferdemistbehandlung bezeichnet. Chávez habe sich nicht an die Anweisungen der Ärzte gehalten und mehrmals Behandlungen abgebrochen, darunter seine Chemotherapien, um öffentliche Auftritte zu absolvieren. Chávez erlag nach Angaben des Vizepräsidenten Nicolás Maduro am 5. März 2013 um 16:25 Uhr Ortszeit im Alter von 58 Jahren seinem Krebsleiden, nachdem sich sein Gesundheitszustand in den letzten Wochen vor seinem Tod immer weiter verschlechtert hatte.

### Posthumes
In mehreren Ländern Lateinamerikas (unter anderem in Argentinien, Bolivien, Ecuador, Brasilien und Kuba), aber auch in Belarus, wurde eine mehrtägige Staatstrauer ausgerufen, in Venezuela betrug diese, nach einer Verlängerung, insgesamt zwei Wochen.
Die brasilianische Präsidentin Dilma Rousseff würdigte Chávez als „einen großartigen Führer und vor allem Freund Brasiliens“, als „einen großen Lateinamerikaner“ dessen Tod „ein unwiederbringlicher Verlust“ sei. Der Präsident El Salvadors Mauricio Funes bezeichnete Chávez als „einen Patrioten, einen Mann des umgestaltenden Denkens und Handelns, der für sein Volk regierte und die Realität der Ungleichheit und Ausgrenzung, unter der es litt, veränderte“. Der chilenische Präsident Sebastián Piñera würdigte die „Kraft und Verpflichtung, mit der Präsident Chávez für seine Ideen kämpfte“.
An der Trauerfeier in Caracas am 8. März nahmen zahlreiche Staatschefs insbesondere lateinamerikanischer Staaten teil. Chávez wurde zunächst in der Militärakademie Fuerte Tiuna aufgebahrt, bevor er einbalsamiert in einem gläsernen Sarg im früheren Museum für Militärgeschichte zu sehen ist, das zum Museum der Bolivarischen Revolution umgestaltet werden soll. Zu Lebzeiten bezeichnete Chávez selbst im Zusammenhang mit der geplanten und später verbotenen Ausstellung „Bodies Revealed“ 2009 die Zurschaustellung von Leichen als „makaber und ein Zeichen des moralischen Verfalls“. Chávez hatte vor seinem Tod ein Mausoleum für Bolívar und etwa 100 Persönlichkeiten der venezolanischen Geschichte bauen lassen. Das Mausoleum ist so hoch wie ein 17-stöckiges Haus und soll über 100 Mio. US-Dollar gekostet haben; es könnte nach Fertigstellung seine letzte Ruhestätte werden.

## Politik
Laut dem deutschen Politikwissenschaftler Friedrich Welsch, emeritierter Professor an der Universidad Simón Bolívar in Caracas, besteht das Ziel der von Chávez ins Leben gerufenen Bolivarischen Revolution im Wesentlichen aus der „Zerschlagung der bürgerlich-demokratischen Kultur, den Sieg über den Imperialismus durch eine neue Bündnisstruktur und den Aufbau des Bolivarischen Sozialismus durch Volkskommunen als Ausgangszellen der neuen Gesellschaft und des neuen sozialistischen Staates“. Dabei laufe erstere Absicht auf eine Abschaffung der Gewaltenteilung hinaus. Zwar steht diese ausdrücklich in der 1999 verabschiedeten Bolivarischen Verfassung, jedoch wurde sie nie politische Realität. Das Volk delegiert dabei die von ihm ausgehende Gewalt direkt an den Mandatsträger als „unvermittelter Ausdruck der Beteiligung des Volkes“. In demokratischen Gesellschaften übliche Kontroll- und Protestmöglichkeiten seien damit unnötig. Schon zuvor bestehende prochavistische Basisorganisationen, wie die Bolivarischen Kreise spielten fortan keine Rolle mehr und verschwanden in der Versenkung. Die Vereinigte Sozialistische Partei Venezuelas (PSUV) erklärte, „unser Kommandant Hugo Chávez“ und das revolutionäre Volk seien identisch. Welsch zufolge entwickelte sich Venezuela unter Chávez zu einem militaristischen Führerstaat. Wahlen seien dabei nur ein notwendiges Übel, um den demokratischen Schein zu wahren, solange noch oppositionelle Organisationen existieren. Tatsächlich sind die Wahlen Welsch zufolge durch unfaire Verfahrensregeln so organisiert, dass dadurch ein Machtwechsel nahezu ausgeschlossen werden kann.
In einem 2011 erschienenen Buch beschrieben Javier Corrales und Michael Penfold Chávez’ Politik als eine der durchgreifendsten und überraschendsten neuzeitlichen politischen Umwälzungen im heutigen Lateinamerika. Den Vorgängerregierungen, darunter mit Carlos Andrés Pérez ein prominentes Mitglied der Sozialistischen Internationale als Regierungschef, warfen die Autoren Elitenversagen, einen Mangel an Checks and Balances und eine zunehmend zentralistische Machtverteilung vor, die Chávez für seinen Aufstieg und eine klientilistische Politik genutzt habe. Ihm sei es damit gelungen, eine schwache, aber doch pluralistische Demokratie in ein auf ihn zugeschnittenes quasiautoritäres Regime zu verwandeln. Dieses stütze sich auf die nachmalig wieder zeitweise sprudelnden Öleinnahmen und eine breite öffentliche Zustimmung.
Der Politikwissenschaftler Raul Zelik ist der Ansicht, dass Chávez – trotz anderslautender öffentlicher Stellungnahmen der venezolanischen Regierung – das kubanische Modell als Vorbild gewählt habe, und dies, obwohl Kuba auch nach Meinung wohlwollender Beobachter, abgesehen von der Bereitstellung elementarster Grundbedürfnisse, augenscheinlich nicht in der Lage sei, die Wünsche der Bevölkerung zu befriedigen, der Produktionssektor leidlich bis gar nicht funktioniere und sein politisches System komplett autoritär organisiert sei.

### Verhältnis zur Opposition
Chávez, der seit 1998 Staatspräsident war, hatte mit einer sehr starken Opposition zu kämpfen, die gesellschaftliche Machtgruppen wie Unternehmerverbände, einige Gewerkschaften, linke Parteien wie Causa R und Bandera Roja sowie fast alle Massenmedien und die Kirchen einschloss. Hinter Chávez hingegen standen wesentliche Teile des Militärs sowie die Mehrheit der Bevölkerung. Raul Zelik verglich Chávez’ Situation mit der Regierung von Salvador Allende 1972 und zitierte zur damaligen Situation die italienische Publizistin Rossana Rossanda, nach der „ihr größtes Problem sei, dass sie zwar an der Regierung, aber nicht an der Macht sei“. Spätestens seit dem Referendum 2004 aber galt Chávez’ Position als gefestigt. Dazu trug insbesondere die fortgesetzte innere Schwäche der Opposition bei.
Chávez’ Parteineugründungen lösten die sozialdemokratische Acción Democrática und das christlich-demokratische Comité de Organización Política Electoral Independiente (COPEI) ab, die über Jahrzehnte die Politik Venezuelas bestimmt hatten. Der Wahlsieg von Chávez’ Bewegung 1998 bedeutete somit ihre Vertreibung aus der Regierung, wobei die Eigentumsverhältnisse aber bisher weitgehend unangetastet blieben. Insbesondere bei den staatlich dominierten Unternehmen und innerhalb der Verwaltung setzte Chávez einen weitgehenden Personalwechsel durch. Die Opposition hatte jedoch breiten Einfluss bei den Medien, was sich besonders im Jahr 2002 zeigte.
Chávez nannte seine Oppositionellen seit langem escuálidos, die „Abgemagerten“. Diese Bezeichnung hat sich schon unter den Chávez-Anhängern eingebürgert. Seit Chávez’ Amtsantritt versuchte die oppositionelle Allianz auf verschiedensten Wegen, Chávez zu stürzen, per Amtsenthebungsverfahren 2000, durch einen Putsch 2002, zwei Generalstreiks 2002 und 2003 sowie durch ein Referendum zur Amtsenthebung 2004. Chávez wiederum versuchte im Gegenzug vielfach, die Allianz zu schwächen und schreckte dabei auch nicht vor drastischen Mitteln zurück. So ließ er ein Referendum über eine personelle Reorganisation der Gewerkschaften durchführen oder wehrte sich gegen eine Anti-Chávez-Kampagne der privaten, in konservativer Hand befindlichen Fernsehsender mit einem Gesetz, das Medien zur „Wahrheitsgemäßheit“ verpflichtete. Der Regierung und Basisorganisationen werden zudem Mindestsendezeiten eingeräumt. Chávez nannte den oppositionellen Gouverneur Henrique Capriles „Spielkarte des [US-]Imperiums“ und „Faschist“.
Mehrere führende Oppositionelle wurden, vor allem unter dem Vorwurf der Korruption, juristisch verfolgt. Manuel Rosales, Bürgermeister von Maracaibo und Gegenkandidat von Chávez bei den Präsidentschaftswahlen 2006, tauchte nach einem Haftbefehl Ende März 2009 unter und erhielt in Peru politisches Asyl. Raúl Baduel, ein Armeegeneral, der während des Putsches 2002 die Einheiten befehligte, die die Rückkehr Chávez’ ins Präsidentenamt ermöglichte, und späterer Verteidigungsminister wurde am 2. April 2009 von Angehörigen des militärischen Geheimdienstes festgenommen. Baduel war ein scharfer Kritiker der geplanten Verfassungsänderungen, die dann auch 2007 in einem Referendum knapp abgelehnt wurden. Leopoldo López, ebenfalls als Herausforderer für die Präsidentschaftswahlen 2012 gehandelt, ist mehrfach angeklagt.
Umgekehrt bekleideten Verwandte des Präsidenten hochrangige Positionen in Staat und Wirtschaft. Adán Chávez war von Januar 2007 bis April 2008 Bildungsminister, und sein Cousin Asdrubal Chávez wurde 2007 zum Vizepräsidenten der Abteilung für Raffinerie, Handel und Vertrieb des staatlichen Ölunternehmens Petróleos de Venezuela befördert. Insbesondere in seiner Heimatprovinz Barinas, wo sein Vater Hugo Chávez sr. zum Gouverneur gewählt wurde, wurden weitere Familienmitglieder in Ämter gewählt bzw. in solche berufen. Chávez kam dabei in Konflikt mit Mitgliedern seiner Familie.
Allgemein beklagten Menschenrechtsorganisationen wie Amnesty International oder Human Rights Watch, dass Oppositionspolitiker, Journalisten und Menschenrechtsverteidiger unter Hugo Chávez regelmäßig „schikaniert, bedroht, eingeschüchtert und mit fadenscheinigen Begründungen unter Anklage gestellt“ wurden.

#### Chávez und Wahlkampfdebatten
Hugo Chávez weigerte sich seit Amtsantritt, Debatten in Form von Fernsehduellen zu akzeptieren. So lehnte er es ab, eine Debatte mit dem Kandidaten der Opposition im Jahr 2006 zu führen. Er lehnte es auch ab, eine Debatte gegen Henrique Capriles zu führen, denn Capriles sei seiner Meinung nach „ein Nichts“.

### Bildungs- und Sozialpolitik
Nach dem Wahlsieg von Hugo Chávez initiierte die Regierung zahlreiche Bolivarianische Missionen: Sozialprogramme, die sich insbesondere an die ärmsten Schichten der Bevölkerung richteten. Diese sind meistens im informellen Sektor tätig und machen weit mehr als 50 Prozent der Gesamtbevölkerung aus. Die Sozialprogramme werden in Venezuela als Misiones bezeichnet.
- Plan Bolívar 2000 für die Verteilung von Lebensmitteln an die Bevölkerung, wurde im Jahr 2000 gestartet.
- Im Rahmen der Misión Barrio Adentro wurde mit Hilfe kubanischer Ärzte in den Slumvierteln eine kostenlose Gesundheitsversorgung aufgebaut.
- Die Misión Robinson begann im Jahr 2003 und ermöglichte es Erwachsenen, die bisher Analphabeten waren, kostenlos lesen und schreiben zu lernen. Anschließend können sie – ebenfalls kostenlos – die Grundschulbildung sowie die höhere Schulbildung nachholen und ein Universitätsstudium aufnehmen.[108]
- Die Misión Sucre sieht den Aufbau eines neuen dezentralen bolivarianischen Universitätssystems vor. Die hier eingerichteten, stark praxisorientierten Studiengänge sind für alle Personen mit Hochschulzugangsberechtigung zugänglich und kostenlos. Studierende erhalten Stipendien.[109]
- Im Rahmen der Misión Alma Mater sollen in Venezuela insgesamt 50 neue Universitäten eingerichtet werden, in einer ersten Phase bis 2012 allein 28.
- Durch die Misión Mercal wird ein Netz von Supermärkten aufgebaut, wo verbilligte Grundnahrungsmittel für die Bevölkerung bereitgestellt werden.[110]

Nach verschiedenen Vorläufern wurden die Misiones in der heutigen Form nach dem zweimonatigen Unternehmerstreik von 2002 bis 2003 ins Leben gerufen. Sie sollten innerhalb von sehr kurzer Zeit einen möglichst großen Effekt erzielen und sich auf eine bestehende soziale Organisierung in den Armutsvierteln stützen. Zu diesem Zweck wurden die damals eher ineffektiven und von Anhängern der Opposition dominierten Ministerien umgangen und die Mittel aus Einnahmen der PDVSA bereitgestellt. In den folgenden Jahren erfolgte die Mittelvergabe stärker über den Staatshaushalt.
Nach Auffassung des in Caracas lehrenden Wirtschafts- und Verwaltungswissenschaftler Michael Penfold-Becerra dienten die Misiones, die mit Budgets zwischen ein und zwei Milliarden Euro das größte Sozialprogramm in der Region darstellen, nur dem Zweck, durch Verteilung der Öleinnahmen an die Bevölkerungsschichten mit den geringsten Einkommen im Sinne einer klassischen Klientelpolitik Stimmen zu kaufen. Zu einem ähnlichen Urteil kam auch die Neue Zürcher Zeitung in ihrem Nachruf auf Chávez: „In erster Linie hat Chávez die traditionelle Klientelwirtschaft in Venezuela von der Mittelklasse auf die Unterschicht ausgeweitet. Seine Misiones brachten Almosen für die breite Bevölkerung – aber kaum etwas darüber hinaus.“

### Wirtschaftspolitik
Die Wirtschaftspolitik war zu Beginn stark an Vorstellungen der Importsubstitution angelehnt, die in den 1950er und 1960er Jahren auch von der Wirtschaftskommission für Lateinamerika und die Karibik (CEPAL) befürwortet worden war. Die Wirtschaft sollte diversifiziert werden. Diese Strategie bedeutete einen Bruch mit einer neoliberalen Wirtschaftspolitik, die unter den Auflagen des Internationalen Währungsfonds (IWF) nach dem Staatsbankrott in den 1980er und 1990er Jahren angewandt wurde. Nach den Wahlen von 2006 stand bei Chávez jedoch das Öl wieder im Zentrum seines Wirtschaftsmodells, welches seinen übrigen Ausdruck grundsätzlich in Verstaatlichungen fand.
Im Jahr 2003 führte die venezolanische Zentralbank feste Wechselkurse und Devisenkontrollen ein, um die nach Chávez’ Antritt erheblich ausgeweitete Kapitalflucht einzudämmen.
Die Regierung Chávez stoppte die vorgesehene Privatisierung des staatlichen Erdölkonzerns Petróleos de Venezuela. Präsident Chávez setzte sich auch für eine Revitalisierung der OPEC ein.
Von 1999 bis 2012 wurden insgesamt 1440 Unternehmen aus einer breiten Reihe von Wirtschaftszweigen (Energie, Finanzwirtschaft, Groß- und Außenhandel, Nahrungsmittel, Tourismus oder Bauwirtschaft) verstaatlicht. Einzelne der an die bisherigen Eigentümer der Unternehmen dabei bisher gezahlten Entschädigungen wurden von Beobachtern teilweise als „fair“ bewertet, wenngleich in einigen Fällen eine Einigung über Entschädigungszahlungen schwierig zu erreichen war und nicht selten vor Gericht endete. Dadurch verlorene Kapazitäten wollte die Regierung offenbar durch Importe ausgleichen.
Die Regierung förderte auch die Gründung von Kooperativen und sonstigen Zusammenschlüssen bei stillgelegten oder Konkurs gegangenen Unternehmen. Diese Kooperativen werden mit Mikrokrediten versorgt, die Regierung kaufte ihre Produkte wie Schul- oder Militäruniformen auf oder vertrieb sie über die Misión Mercal. Die Kooperativen waren damit auf staatliche Abnehmer angewiesen. Die Mitglieder von landwirtschaftlichen Kooperativen konnten im Rahmen der Misión Che Guevara im ökologischen Landbau ausgebildet werden.
Im August 2011 kündigte Chávez an, die in verschiedenen Banken in Europa und den USA gelagerten Goldreserven Venezuelas in der Höhe von 11 Milliarden US$ zurück ins Land zu holen. „Wie können wir das venezolanische Gold in London halten, wenn die NATO jederzeit sagen kann, das Gold sei ihres“, begründete Chávez seinen Entscheid. Es sei zudem derzeit sehr unverlässlich, das Gold in den vom Bankrott bedrohten europäischen und amerikanischen Banken aufzubewahren. Im September des gleichen Jahres verstaatlichte er auch die Goldindustrie des Landes. Das Gesetz schreibt vor, „dass alles Gold, das auf nationalem Territorium als Folge von Bergbautätigkeiten erlangt wird, […] der Republik von Venezuela verkauft und geliefert werden [muss]“.
2006 meinte Chávez: „Der Sozialismus, den wir zu bauen beginnen, ist anders, er basiert auf Solidarität, deshalb ist es Sozialismus (…) Wir müssen den Tauschhandel fördern: Der Markt kann durch Tauschhandel reaktiviert werden und nicht durch Währung“, wozu der Korrespondent der BBC im 2019 meinte, dieses eine Ziel der Revolution sei ja mit der Selbstauflösung der venezolanischen Währung erreicht worden.

#### Vorübergehende Auswirkungen
Der Gini-Koeffizient, der die Verteilung des gesellschaftlichen Reichtums misst, sank von 0,5 im Jahr 2002 auf 0,39 im Jahr 2009, was eine gleichmäßigere Verteilung auf alle Bewohner bedeutet. (Zum Vergleich: Die Gini-Koeffizienten der Einkommensverteilung belaufen sich für die meisten lateinamerikanischen Länder auf mehr als 0,5, während sie sich in den westeuropäischen Ländern um 0,3 bewegen.). In den folgenden Jahren der Präsidentschaft Maduros wurde oft kommentiert, dass die Gleichheit tatsächlich zugenommen hätte; es seien nun alle gleich arm. Die Konrad-Adenauer-Stiftung sprach 2018 von einer „Spaltung der Gesellschaft in eine kleine sehr wohlhabende Oberschicht, eine Mischung der neuen und alten Eliten, und eine bitterarme Unterschicht“.
In den Jahren 2002 und 2003 gab es Einbrüche aufgrund des Unternehmerstreiks sowie Sabotage der Ölförderanlagen, von denen sich die venezolanische Wirtschaft im Jahr 2004 erholte. Von 2004 bis 2008 war ein hohes, sich aber abschwächendes Wirtschaftswachstum zu verzeichnen, das auf den gestiegenen Ölpreis zurückzuführen war, nach Meinung der Regierung aber auch das Resultat der neuen Wirtschaftspolitik sei. Dafür hätte gesprochen, dass in den Jahren ab 2004 das Wachstum im privaten Sektor stärker war als im staatlichen Sektor. Dies wurde auf hohe Binnennachfrage und die Zunahme öffentlicher Investitionen zurückgeführt. Andere Ökonomen wie Hans-Jürgen Burchardt führen das Wirtschaftswachstum nahezu ausschließlich auf den gestiegenen Ölpreis zurück.
2009 schrumpfte das Bruttosozialprodukt um 2,9 Prozent, 2010 um weitere 1,9 Prozent bei einer Inflationsrate von 27 Prozent. Als Ursache wurde zunächst vor allem der Einbruch des Ölpreises Ende 2008 infolge der Finanzkrise ab 2007 verantwortlich gemacht. Im Jahr 2009 kam es aber trotz des immer noch hohen Ölpreises und gar mit einem Durchbruch der 100-Dollar-Marke zu notorischen Engpässen in der Versorgung. Nach Anfang 2010 wurde auch 2011 die venezolanische Währung, der Bolívar, abgewertet. Zum starken Rückgang der Wirtschaftstätigkeit in der ersten Hälfte des Jahres 2010 trug eine Elektrizitätskrise bei, die Produktionsunterbrechungen in der Schwerindustrie notwendig machte.
Schon damals wurde auf Chávez’ Verantwortung für den Niedergang der Infrastruktur verwiesen. Beim Gaskraftwerk Planta Centro im Bundesstaat Carabobo dauerte die Reparatur der Turbinen länger als der Bau des Kraftwerks an sich, das früher vorbildliche Stromnetz sei unter Chávez auf den Stand eines Entwicklungslandes heruntergekommen, regelmäßige Stromausfälle waren schon im Jahr 2010 ein gravierendes Problem. Die offiziell investierten 35 Milliarden Euro seien nicht sachgemäß verwendet worden.
Trotz der Wirtschaftskrise wurden die Sozialausgaben beibehalten, so dass die Armut und die absolute Armut in Venezuela weiter zurückgingen. Die Arbeitslosigkeit nahm von 6,8 % Ende 2008 auf 8,4 % Mitte 2010 zu. Die Gesamtverschuldung Venezuelas betrug 18,4 % des BSPs und war damit weitaus geringer als die von Deutschland (über 60 %) und den USA (über 100 %). Von 1999 (Machtantritt von Chávez) bis 2011 stiegen die Auslandsverbindlichkeiten um 70 %, die Binnenverschuldung um 1000 %.
Auch Anhänger von Chávez kritisieren gelegentlich, dass die Maßnahmen im Bereich der Wirtschafts- und Sozialpolitik zu zögerlich seien und im Symbolischen haften blieben. Auch käme es zu Korruption und Vetternwirtschaft insbesondere im System der Devisenkontrolle, welches ungeheure Bereicherungsmöglichkeiten bot.
In den Jahren 2007–2009 kam es in Venezuela zeitweise zu Engpässen in der Versorgung mit Nahrungsmitteln, auch in den staatlichen Mercal-Geschäften. Die Inflation stieg, vor allem Nahrungsmittel hatten sich verteuert. Die Opposition, unter anderem der Unternehmerverband Fedecámaras beklagte, dass die wirtschaftlichen Probleme durch die Devisenverkehrskontrollen, Preiskontrollen für Lebensmittel und den chavistischen Ausbau des Sozialstaates verursacht worden seien und zudem eine Schattenwirtschaft hervorgerufen hätten.
Die Abhängigkeit vom Erdöl konnte trotz der Beteuerungen von Chávez keineswegs beseitigt werden, im Gegenteil. In vielen Bereichen sank die Produktion. Chávez’ Politik wurde auch für eine erhebliche Verschlechterung der Produktivität und einen Mangel an Neuinvestitionen und technischen Innovationen bei der staatlichen Ölgesellschaft PDVSA verantwortlich gemacht. Selbst Chávez-freundliche Ökonomen wie Mark Weisbrot werfen ihm Versagen in der Wirtschaftspolitik und mangelnde Diversifizierung der Wirtschaft vom Ölgeschäft vor. Mit dem Ende von Chávez' Amtszeit übernahm dessen Nachfolger Nicolás Maduro einen Staat, dessen Erträge zu 95 Prozent vom Erdölverkauf abhingen und dessen Vorgängerregierung keinerlei Reserven angelegt hatte.

### Medienpolitik

#### Mediengesetzgebung
Nach dem Mediengesetz von 2005 muss jeder Kanal 70 Minuten Sendezeit wöchentlich (maximal 15 Minuten täglich) zur Verfügung stellen, in welcher der Staat über seine Projekte und Ziele informieren kann. Diese Übertragungen dürfen in keiner Weise verändert werden, weder in der Qualität des Audio/Video-Signals noch in der Nachricht selbst. Neben der Schließung von 34 Medienanstalten im August 2009 geraten Medien durch gleichzeitige Pläne, die eine drastische Verschärfung des Mediengesetzes vorsehen, zusätzlich unter Druck. Generalstaatsanwältin Luisa Ortega Díaz legte der Nationalversammlung einen entsprechenden Gesetzesentwurf vor, durch dessen Umsetzung Journalisten und Verlegern Haftstrafen zwischen zwei und vier Jahren drohen, falls sie „öffentliche Panik“ verbreiten oder „die Sicherheit der Nation“ gefährden. Nach der weltweiten Rangliste der Pressefreiheit der Organisation Reporter ohne Grenzen nahm Venezuela im Jahr 2013 den 117. von 179 Plätzen ein.

#### Private Medien
In Venezuela sind die meisten Massenmedien nach wie vor in Privathand. Bis zum Jahr 2004 unterstützten die vier Fernsehsender Venevisión, RCTV, Televen und Globovisión, welche zusammen eine Reichweite von über 90 Prozent hatten, ausschließlich die bürgerliche Opposition gegen Präsident Chávez. Von Chávez-Anhängern werden sie daher auch Golpevision (Putschfernsehen) genannt. Venevisión gehört dem venezolanischen Multimilliardär Gustavo Cisneros, RCTV Marcel Granier. Beide Unternehmer haben eine entschieden konservative politische Einstellung, die sich auch in ihren jeweiligen Fernsehkanälen ausdrückte. Seit Jahren werden die privaten, regierungskritischen Fernsehsender in Venezuela von der Regierung in ihrer Pressefreiheit beschränkt. Zum einen machte der Präsident, besonders in Zeiten des Wahlkampfes, häufig von den so genannten cadenas Gebrauch, mittels derer er mehrstündige Ansprachen halten konnte, die von allen terrestrischen Rundfunksendern übertragen werden mussten. Zum anderen wurden RCTV, Globovisión und andere private Fernsehsender zum Ziel rigiden politischen und finanziellen Drucks, welcher zur Einschüchterung, beziehungsweise zum Bankrott dieser Sender geführt hat. Venevisión ist daher seit 2004 weniger kritisch geworden, und RCTV ist nicht mehr im terrestrischen VHF-Band erreichbar. Globovisión kann außerhalb von Caracas und Valencia nur per Kabel oder Internet gesehen werden. Weniger als ein Drittel der Bevölkerung hat diese Möglichkeit.
Mit Ausnahme der auflagenstärksten Zeitung Últimas Noticias sind die meisten größeren Zeitungen des Landes wie El Impulso, El Mundo, El Nacional, El Nuevo Pais, El Universal und Tal Cual oppositionell geprägt. Diese Medien übernahmen beim Putsch gegen Chávez im Jahr 2002 eine wichtige Rolle. Wahrheitswidrig behaupteten sie, Regierungsanhänger hätten auf Teilnehmer einer Oppositionsdemonstration geschossen, strahlten den Putschaufruf des oppositionellen Generals Nestor Gonzalez Gonzalez aus und rechtfertigten den Staatsstreich. Die oppositionellen Medien berichteten nicht über die starken Gegendemonstrationen, die den Putsch schließlich zum Scheitern brachten. Dies war umso gravierender, als die wenigen regierungstreuen Medien von den Putschisten geschlossen worden waren.
Während des Generalstreiks im Dezember 2002 erweckten die oppositionellen Medien den Eindruck, der Streik werde weitgehend befolgt. Der Sender Globovisión versuchte dies mit Bildern einer leeren Stadtautobahn zu belegen. Diese Bilder waren aber am frühen Morgen aufgenommen worden. Zu anderen Tageszeiten waren die Straßen voll wie üblich.

#### Öffentliche Medien
Die Regierung versuchte zunächst, die teilweise schon vorher entstandenen Basismedien zu fördern. Inzwischen senden mehr als 500 Basisradios und mehr als zwölf lokale Fernsehstationen. Diese waren noch von der Vorgängerregierung als Piratensender bekämpft worden. Inzwischen besteht für sie die Möglichkeit, sich zu registrieren und legal zu senden. Die meisten Inhalte dieser Sender werden von Laien produziert, die in Workshops das Filmemachen und den Schnitt lernten. Sie berichten über den Alltag und die sozialen Kämpfe in den Slums der Großstädte – Themen, die in den Privatsendern nicht vorkommen. Diese Medien unterstützen Präsident Chávez grundsätzlich, wahren allerdings ihre Unabhängigkeit und scheuen sich nicht, bestimmte Maßnahmen oder Funktionsträger der Regierung zu kritisieren.
Neben dem schon bestehenden Staatskanal Venezolana de Televisión (VTV), der nur eine geringe Reichweite hat und von den Vorgängerregierungen nur sehr spärlich finanziert worden war, investierte die Regierung erhebliche Mittel in den 2003 gegründeten Kulturkanal ViVe und initiierte darüber hinaus die Gründung des multistaatlichen, südamerikanischen Informationssenders Telesur sowie des in Zusammenarbeit mit zahlreichen sozialen Organisationen Südamerikas entstandenen Senders Alba TV.
Seit 1999 (also dem ersten Jahr seiner Präsidentschaft) hatte Chávez eine eigene Fernsehsendung Aló Presidente. Sie wurde meist sonntags von wechselnden Orten wie z. B. Kooperativen im Landesinnern durch staatliche Sender ausgestrahlt. Aló Presidente dauert mehrere Stunden, die Sendedauer variiert stark. Hugo Chávez hielt Reden, machte Ankündigungen und ermunterte die Zuschauer zu Anrufen während der Sendung, um ihm Probleme vorzutragen, die er zur Bearbeitung weitergab oder noch während der Sendung löste. Hugo Chávez wendete sich häufig mit Fernsehansprachen direkt an die venezolanische Öffentlichkeit. Alle Fernsehsender waren dann verpflichtet, eine Cadena („Kette“) zu bilden und die Ansprache landesweit gleichzeitig und in voller Länge auszustrahlen. Im Jahr 2001 wurden 7018 Minuten lang (zusammengenommen fast fünf volle Tage) cadenas mit Ansprachen Chávez’ gesendet, im Jahr 2002 4407 Minuten.

#### Konflikte seit 2007

##### Nichtverlängerung der Lizenz von RCTV 2007
Im Dezember 2006 kündigte Präsident Chávez an, die terrestrische Sendelizenz für den Sender RCTV, die am 27. Mai 2007 auslief, nicht zu verlängern. Vertreter der Regierung begründeten diese Entscheidung mit der Verwicklung des Senders in den Putsch gegen Chávez im Jahr 2002 und der Tatsache, dass sich dieser Sender nicht an Gesetze gehalten habe.
Am 29. März 2007 sagte Kommunikationsminister Jesse Chacón, dass der neue öffentlich-rechtliche Fernsehkanal TVes die in Frage stehenden terrestrischen Sendefrequenzen übernehmen werde. RCTV beendete am 28. Mai 2007 um 00:03 Uhr mit der Nationalhymne seinen terrestrischen Sendebetrieb, TVes nahm unmittelbar im Anschluss mit der Nationalhymne seinen Betrieb auf.
Am 26. April 2007 brachte die interamerikanische Menschenrechtskommission der Organisation Amerikanischer Staaten (OAS) den Fall vor das Menschenrechtsgericht der OAS, da sie die minimalen Arbeitsbedingungen für Arbeiter und Journalisten des Senders durch den venezolanischen Staat nicht gewährleistet sah. Chávez erklärte, aus der OAS austreten zu wollen, falls das Gericht Venezuela in dieser Sache schuldig spricht. In einer gemeinsamen Erklärung unterstützten sämtliche Mitglieder der ALBA, darunter Bolivien, Ecuador, Honduras und Nicaragua, das Vorgehen der venezolanischen Regierung in diesem Fall.
Der Geschäftsführer der Menschenrechtsorganisation Human Rights Watch, Miguel Vivanco, verurteilte die Nichtverlängerung der Lizenz als „Fall von Zensur“. Reporter ohne Grenzen bezeichnete die Nichtverlängerung der Lizenz von RCTV als Schließung des Senders und die teilweise Enteignung des Sendeequipments als nicht den venezolanischen Gesetzen entsprechend, in einer Stellungnahme im Sender teleSUR wurde dem energisch widersprochen und dem ROG-Bericht in 39 Punkten unlautere Berichterstattung vorgeworfen. Amnesty International sah das Menschenrecht auf freie Meinungsäußerung in Venezuela in Gefahr. Die Vorgänge um RCTV seien nur die bisher letzten einer Reihe von Ereignissen gewesen, die das Recht auf freie Meinungsäußerung unterminieren würden.

##### Schließung von über 30 Sendern 2009
Am 1. August 2009 gab Diosdado Cabello, Chef der nationalen Telekommunikationsbehörde Conatel, die Schließung von 32 privaten Rundfunk- und zwei Fernsehsendern bekannt, da sie im Rahmen einer Überprüfung ihrer Lizenzen einer Aufforderung vom Juni nicht nachgekommen seien, ihre Sendegenehmigung vorzulegen. Daher würden sie als Konsequenz eines fortgesetzt illegalen Betriebs in Form fehlender oder falsch gebrauchter Lizenzen geschlossen. Im Anschluss stellte Cabello die Überprüfung der weiteren 206 Rundfunksender in Aussicht. Nelson Belfort, Präsident der venezolanischen Kammer der Radiosender, beschrieb das Vorgehen als Angriff auf die Meinungsfreiheit. Chávez erklärte dazu: „Wir haben eine Reihe von Stationen zurückgewonnen, die sich außerhalb des Gesetzes bewegten und die jetzt dem Volk gehören und nicht mehr der Bourgeoisie.“

#### Geistiges Eigentum
Die Regierung Chávez steht der Ausweitung des geistigen Eigentums kritisch gegenüber: Ein vorgeschlagenes neues Urheberrechtsgesetz würde die Rechte der Verwerter deutlich einschränken und die Verbraucherrechte stärken. Die Patentierung von Software, von Lebewesen und von genetischen Strukturen ist in Venezuela nicht möglich. Die von Behörden und Staatsunternehmen genutzten Computer sollen auf Linux umgestellt werden. Die Entwicklung und Anpassung von freier Software wird vom Staat gefördert.

### Verhältnis zu verschiedenen Religionsgemeinschaften

#### Christentum
Chávez hat neben dem Rückgriff auf Bolívar auch Aspekte der katholischen Volksfrömmigkeit wie den María-Lionza-Kult und die Santería für seine politischen Aktivitäten vereinnahmt. Er betonte auch Aspekte der katholischen Soziallehre und hielt sich bei strittigeren Themen betont zurück. So wurde das restriktive venezolanische Abtreibungsrecht bis dato (2011) nicht modifiziert. Auseinandersetzungen gab es mit einigen führenden Amtsträgern des katholischen Klerus und einigen evangelikalen Gruppierungen, die auch in Venezuela Zulauf haben.
So sorgte der emeritierte Kurienkardinal Rosalio Lara gemeinsam mit der Bischofskonferenz Venezuelas Anfang 2006 für erhebliche Verstimmungen zwischen der venezolanischen Kirche und der Regierung. Anlässlich einer Wallfahrt kritisierte er, dass man in Venezuela Andersdenkende verfolge und Chávez’ Führungsstil undemokratisch sei. Außerdem beklagte der Kardinal „Anzeichen einer Diktatur“ und eine inakzeptable Situation der Menschenrechte. Chávez sprach darauf von einer „Mitverschwörung“ der Kirche und forderte eine Entschuldigung. Den Kardinal beschimpfte er als „Heuchler, Banditen und Teufel in Soutane“. Für Verstimmung sorgte auch die Parteinahme des Kardinals Antonio Ignacio Velasco García und anderer hoher Würdenträger während des Putsches gegen Chávez 2002.
Chávez hat 2005 die evangelikale Missionsgesellschaft New Tribes Mission, welche in den indigenen Gemeinden im Süden des Landes aktiv war, aus dem Land verwiesen. Er warf ihr „Kolonialismus“ und „imperialistische Infiltration“ (Verbindungen zur CIA) vor. Unter anderem in Parlamentsberichten wurden der New Tribes Mission zuvor Spionage und Zwangsbekehrungen vorgeworfen. Zur selben Zeit übergab er 6800 Quadratkilometer Land an die Ureinwohner Venezuelas. Chávez sagte hierzu, er führe eine Revolution für die Armen, und die Verteidigung der Rechte der Ureinwohner des Landes sei eine der Prioritäten hierfür.

#### Judentum
Chávez war dem peronistischen Politikwissenschaftler, Antisemiten und Holocaustleugner Norberto Ceresole eng verbunden, der ihn bereits während der Haft beraten hatte und deswegen 1995 ausgewiesen wurde. Das zeitweise Wiedererscheinen Ceresoles nach der Wahl 1998 und ein zeitgleich erschienenes Buch Ceresoles zu Ehren Chávez’ mit dem Titel Caudillo, Ejército, Pueblo: la Venezuela del Comandante Chávez (Führer, Heer, Volk: Das Venezuela des Kommandanten Chávez) stieß bereits 1999 auf großes öffentliches Interesse und Unbehagen in Venezuela. Chávez’ Regierung distanzierte sich darauf von Ceresole, dieser verließ das Land kurz darauf.
Die jüdische Gemeinde in Venezuela schrumpfte seit dem Amtsantritt Chávez’ 1998 bis Ende 2007 von 16.000 auf 12.000 und führt dies ganz wesentlich auf die Verschlechterung der Beziehungen im Zusammenhang mit dem gescheiterten Referendum 2007 zurück.
In seiner Weihnachtsansprache von 2005 äußerte sich Chávez wie folgt:

«El mundo tiene para todos, pues, pero resulta que unas minorías, los descendientes de los mismos que crucificaron a Cristo, los descendientes de los mismos que echaron a Bolívar de aquí y también lo crucificaron a su manera en Santa Marta, allá en Colombia. Una minoría se adueñó de las riquezas del mundo, una minoría se adueñó del oro del planeta, de la plata, de los minerales, de las aguas, de las tierras buenas, del petróleo, de las riquezas, pues, y han concentrado las riquezas en pocas manos: menos del diez por ciento de la población del mundo es dueña de más de la mitad de la riqueza de todo el mundo y a la…»

„Die Welt hat genug für alle, aber es stellt sich heraus, dass einige Minderheiten, die Nachkommen derer, die Christus kreuzigten, die Nachkommen derer, die Bolívar von hier verjagten und ihn auf andere Art in Santa Marta kreuzigten, dort in Kolumbien. Eine Minderheit hat sich der Reichtümer der Welt bemächtigt. Eine Minderheit hat sich des Goldes, des Silbers, der Mineralien, des Wassers, der guten Landstücke, des Öls, der Reichtümer bemächtigt und sie haben alle Reichtümer in den Händen weniger vereint: weniger als 10 % der Weltbevölkerung besitzt mehr als die Hälfte des Reichtums der Erde…“

Daraufhin kam es zu einem Schlagabtausch zwischen dem Simon-Wiesenthal-Zentrum in Los Angeles, das die Äußerungen als antisemitisch verurteilte und eine Entschuldigung verlangte, Chávez, der darauf entgegnete, er sei antiliberal und antiimperialistisch, aber niemals antisemitisch, und der CAIV, dem Verband der israelitischen Gemeinden Venezuelas. Die CAIV versuchte anfangs noch zu vermitteln und wurde dabei vom American Jewish Committee und dem American Jewish Congress unterstützt.
Allerdings hatte die CAIV nach der Inhaftierung Raúl Baduels keinen Ansprechpartner mehr, im Gegenteil kursierten diverse Theorien über eine amerikanisch-zionistische Verschwörung im Lande. Simon Sultan, der Vorstand des Hebraicazentrums in Caracas, sprach 2007 von der ersten antijüdischen Regierung des Landes. Die 2008 erfolgte Ernennung des 38-jährigen Tareck El Aissami, eines ehemaligen linksextremen Studentenführers und Sohns eines Repräsentanten der Baʿth-Partei Iraks in Venezuela, zum Innenminister trug nicht zur Vertrauensbildung bei.
Im September 2010 fand ein Treffen einer CAIV-Delegation unter Leitung von Salomón Cohen Botbol mit Präsident Chávez statt. Botbol übergab Chávez ein Dossier mit Beispielen für antisemitische Äußerungen in den staatlichen Medien und gab die möglichen Folgen zu bedenken. Chávez versprach, die Sicherheitsmaßnahmen für jüdische Einrichtungen zu verbessern. Um das Treffen war nach der Plünderung einer Synagoge und der Zündung eines Sprengsatzes am jüdischen Gemeindezentrum in Caracas im Frühjahr 2009 gebeten worden. Unter den in diesem Zusammenhang verhafteten elf Personen waren acht Polizeibeamte. Am 22. Juli 2011 wurden drei ehemalige Beamte der Hauptstadtpolizei (Policia Metropolitana) und drei Zivilisten wegen des Überfalls auf die Synagoge verurteilt. Das Gericht schloss einen politischen Hintergrund aus und stellte fest, dass mindestens ein Wachmann die Einbrecher in das Gotteshaus eingelassen hatte. Die Bande habe durch die Schändung der Synagoge versucht, den Raub als politische Tat zu tarnen.

### Vereinigte Sozialistische Partei Venezuelas (PSUV)
Die Politik war in Venezuela traditionell klientelistisch geprägt. Nach Meinung vieler bolivarianischer Basisaktivisten hat sich daran auch bei den Parteien, die Chávez unterstützen, nicht viel geändert. So wurden die Kandidaten des Chávez-Lagers bei den Regionalwahlen 2004, den Wahlen zur Nationalversammlung und den Kommunalwahlen 2005 nach Verhandlungen zwischen den Parteien aufgestellt und nicht von der Basis, wie dies Chávez versprochen hatte. Viele der Kandidaten genossen wenig Vertrauen bei der Bevölkerung, was dazu führte, dass die Wahlbeteiligung gering war. Mit der Gründung der Vereinigten Sozialistischen Partei Venezuelas (PSUV) soll die Partizipation der Basis erweitert werden.

### Außenpolitik

#### Lateinamerika
Chávez hat seit 2004 verstärkt den Schulterschluss mit gleichgesinnten lateinamerikanischen Führern gesucht. Dem Projekt ALBA als Alternative zur US-dominierten Amerikanischen Freihandelszone gehörten im Jahr 2012 Antigua und Barbuda, Bolivien, Dominica, Ecuador, Kuba, Nicaragua, St. Vincent und die Grenadinen und Venezuela an.
Chávez’ Einmischung im Wahlkampf Perus im Jahr 2006 – er hatte Alan García als „schamlosen Dieb“ beschimpft und dessen Herausforderer Ollanta Humala unterstützt – führten zu diplomatischen Verstimmungen.
Vor den Präsidentschaftswahlen 2006 in Nicaragua unterstützte er öffentlich die Sandinistas und deren Kandidaten Daniel Ortega. Chávez’ Parteinahme für die FARC-EP führte zu diplomatischen Spannungen, sowohl zwischen Venezuela und Peru als auch Venezuela und Kolumbien. Im Jahr 2010 gab es Berichte, wonach für Venezuela bestimmte Raketenwerfer eines schwedischen Waffenherstellers in die Hände von FARC-Kämpfern gelangt seien. Schweden verlangte eine Erklärung für den Verstoß gegen den Kaufvertrag. Venezuelas Innenminister bestritt eine Beteiligung der Regierung.
Durch die Finanzkrise ab 2007 und den dadurch ausgelösten zeitweise starken Fall der Ölpreise schlitterte Venezuela in eine schwere Rezession, aus der das Land bis Ende 2010 als einzige große lateinamerikanische Volkswirtschaft nicht herauskam. Das chavistische Politik- und Wirtschaftsmodell hat dadurch bei den lateinamerikanischen Ländern deutlich an Vorbildfunktion verloren. Auch fehlten Chávez danach zunehmend die Ressourcen zur Fortführung seiner Scheckbuchdiplomatie.

#### Europa
Im Februar 2010 wurde die venezolanische Regierung von einem spanischen Richter der Zusammenarbeit mit der baskischen Separatistenorganisation ETA verdächtigt. Chávez wies die Vorwürfe zurück.
Chávez hat die Regierung Lukaschenkos mehr als einmal verteidigt. Der venezolanische Präsident zeichnete Lukaschenko selbst mit dem Orden de Libertador aus, der höchsten Auszeichnung Venezuelas. Die venezolanische Regierung beauftragte 2007 die belarussische Firma Belzarubezhstroi mit dem Bau von 5.000 Wohneinheiten samt der dazugehörigen Infrastruktur in Venezuela. Dafür gab es zunächst eine Abschlagszahlung in Höhe von 90 Millionen Dollar. Venezuela versucht seit einigen Jahren, Erdöl an Belarus zu verkaufen. Wegen der Schwierigkeiten eines Transports von Venezuela nach Belarus handelt es sich vor allem um Swap-Geschäfte, bei denen eine Firma venezolanisches Erdöl an die USA liefert und Belarus Erdöl aus Aserbaidschan bekommt. Chávez hat Lukaschenko versprochen, 200 Jahre Erdöl an Belarus zu liefern.

#### USA

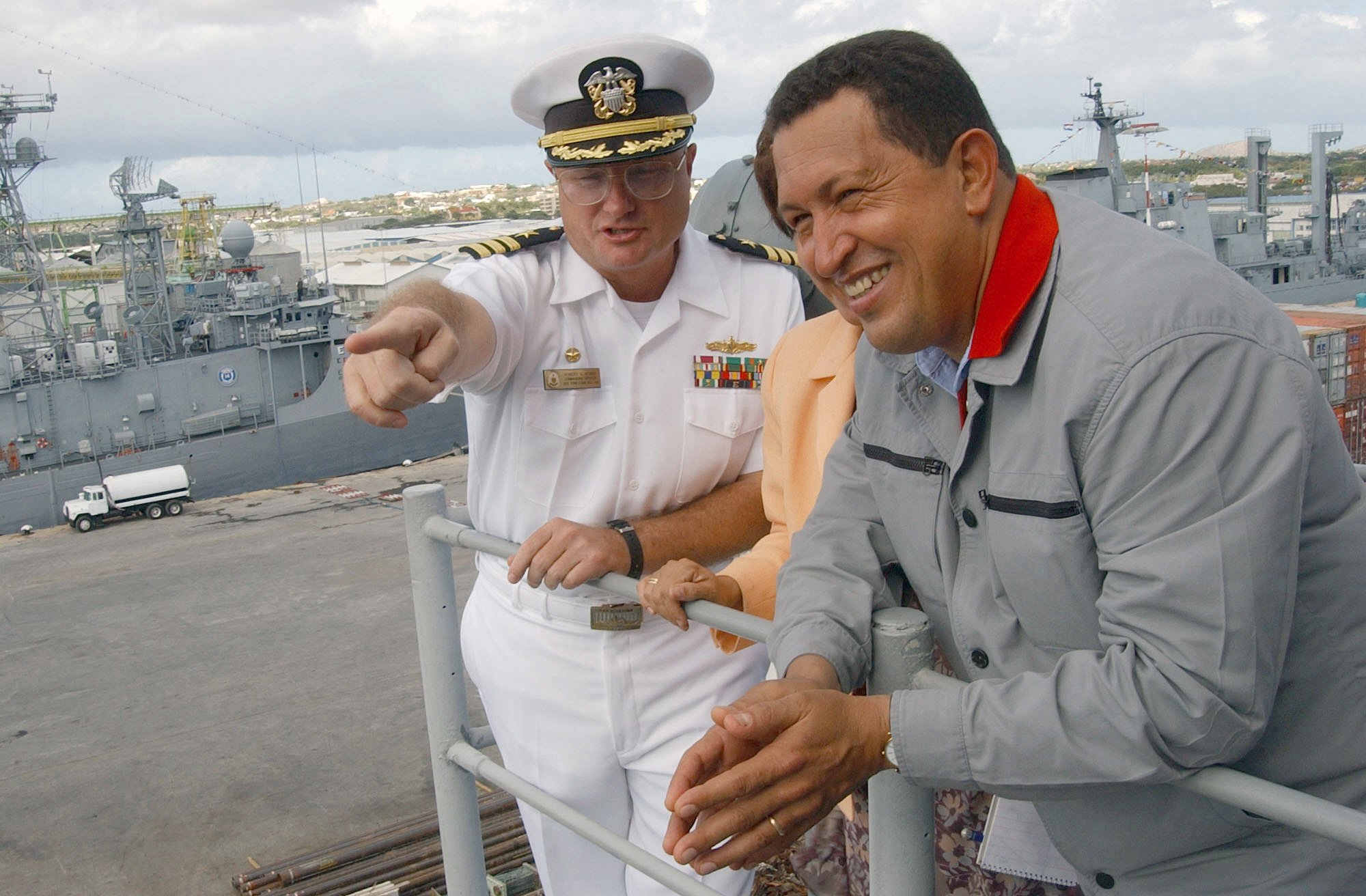
Chávez 2002 an Bord des US-amerikanischen Kriegsschiffs Yorktown (CG-48)

Die USA beziehen aktuell rund 15 Prozent ihres Öls aus Venezuela. Chávez hatte wiederholt damit gedroht, dass er im Fall einer Invasion oder Blockade die Öllieferungen an die USA einstellen werde. Einige Beobachter sehen die von Chávez postulierte Bedrohung Venezuelas durch die USA als Instrument der innenpolitischen Meinungsmache. Außerdem hatten Äußerungen wie die durch den rechten Fernsehprediger Pat Robertson, der die Ermordung Chávez’ gefordert hatte, erhebliche diplomatische Verwicklungen zur Folge.
Die USA unterstützen die Oppositionsparteien seitdem sowohl materiell als auch organisatorisch, weisen aber weitergehende Unterstellungen deutlich zurück. Allerdings wurden Rüstungslieferungen an Venezuela storniert beziehungsweise unterbunden.
Beleidigende Äußerungen mit Bezug auf George W. Bush vor der UNO und die Ausweisung des US-Botschafters 2008 wegen der Media-Luna-Provinzen in Bolivien hatten auf die Öllieferungen keinen Einfluss.
Beim Gipfeltreffen der Organisation Amerikanischer Staaten im April 2009 ergab sich erstmals ein Treffen von Chávez mit Bushs Nachfolger Barack Obama, bei dem sich beide zu mehreren Anlässen demonstrativ die Hand gaben. Von beiden Seiten wurde betont, dass man eine Verbesserung der Beziehungen anstrebe. Im September 2009 verkündete Chávez hingegen eine Aufrüstung der venezolanischen Streitkräfte in Form von 92 russischen Panzern sowie Raketenabwehrsystemen und Raketenwerfern, das mithilfe eines russischen Darlehens in Höhe von 1,5 Milliarden Euro finanziert wurde. Chávez begründete dies mit der Entscheidung Kolumbiens, US-Truppen Zugang zu sieben Militärbasen zu gewähren.

#### Iran
Die Chávez-Regierung knüpfte enge Verbindungen mit dem Iran. Die beiden Länder, die in der Rangliste der Öl exportierenden Länder auf Rang vier und acht standen und beide Mitglied der OPEC sind, hatten nach Aussagen Chávez’ das gemeinsame Ziel, den Preis ihres gemeinsamen, wichtigsten Produktes gegen die Einflussnahme der USA zu schützen, die den Einfluss des Öl-Kartells OPEC untergraben habe. Auch kamen im September 2006 29 Kooperationsabkommen zwischen Venezuela und dem Iran zustande, insbesondere in den Sektoren Wirtschaft und Energie.
Chávez äußerte sich 2006 positiv zum umstrittenen iranischen Atomprogramm und betonte das Recht des Irans auf friedliche Nutzung von Kernenergie. Schon im Jahr 2005 hatte sich Venezuela als einziges Land einer Resolution der Internationalen Atomenergie-Organisation IAEA widersetzt, die dem Iran die Verletzung des Abkommens zur Nichtverbreitung von Atomwaffen vorwarf.
Die umstrittenen iranischen Präsidentschaftswahlen 2009 bezeichnete Chávez als einen Triumph seines iranischen Amtskollegen Mahmud Ahmadineschad und forderte Respekt für diesen ein. „Ahmadinedschads Triumph war ein Triumph auf ganzer Linie. Sie versuchen, Ahmadinedschads Sieg zu beflecken, und dadurch schwächen sie die Regierung und die Islamische Revolution. Ich bin gewiss, dass sie nicht gewinnen werden.“
Dass sich Chávez vor dem Hintergrund des Streits mit der US-Regierung mehrfach solidarisch mit dem iranischen Präsidenten Ahmadineschad erklärte und ihn lobte, wurde von mehreren Medien wegen Ahmadineschads antisemitischen Äußerungen und seiner Holocaustleugnung kritisiert.

#### Nahostkonflikt
Während des Libanonkriegs im Juli 2006 sagte Hugo Chávez bei einem Besuch im Emirat Katar zu den israelischen Militäroperationen im Süden des Libanon: „Die Aktion Israels gleicht den Taten Hitlers, der Tod und Zerstörung in der Welt gesät hat.“ Gleichzeitig verurteilte er auch die Entführung von zwei israelischen Soldaten durch die Hisbollah, die als Auslöser der Offensive galt. Außerdem sagte er: „Israel verübt an den Libanesen dieselben Handlungen, wie sie Hitler an den Juden verübt hat.“ Anlässlich des israelischen Militärangriffs 2008/2009 im Gazastreifen („Operation Gegossenes Blei“) verwies Chávez den israelischen Botschafter des Landes. Die Operation bezeichnete er als „Holocaust am palästinensischen Volk“. Auf der anderen Seite bezeichnete er in einer Fernsehansprache im November 2009 einen Landsmann, nämlich den in Frankreich inhaftierten Terroristen Ilich Ramírez Sánchez, als revolutionären Kämpfer für die palästinensische Sache.

#### Weitere Staaten
Im Zuge seiner „Allianz gegen den US-amerikanischen Imperialismus“ hat Chávez auch Kontakte zu Vietnam, Syrien und bis zum Jahr 2011 auch zu Libyen geknüpft. Al-Gaddafi verlieh Chávez den Internationalen Gaddafi-Preis für Menschenrechte von 2004. Chávez übergab al-Gaddafi wiederum das Libertador-Schwert als Auszeichnung und erklärte, al-Gaddafi sei der Simón Bolívar Afrikas. Der Venezolaner hatte mehrmals seine Unterstützung für den libyschen Präsidenten geäußert. Am 5. März 2009 eröffnete Mohammed Gaddafi, Sohn von Muammar al-Gaddafi, in Bengasi das „Hugo-Chávez-Stadion“. Im März 2011 wurde es von den Aufständischen umbenannt. Nachdem al-Gaddafi im Oktober 2011 getötet worden war, erklärte Chávez, der libysche Diktator sei wie ein Märtyrer gestorben.
Chávez verteidigte auch wiederholt die Regierung Syriens. Er erklärte, die Unruhen in Syrien seien von den USA organisiert worden. Im April 2011 erklärte er, Terroristen seien für die Proteste in der syrischen Stadt Darʿā verantwortlich.

## Symbolfigur

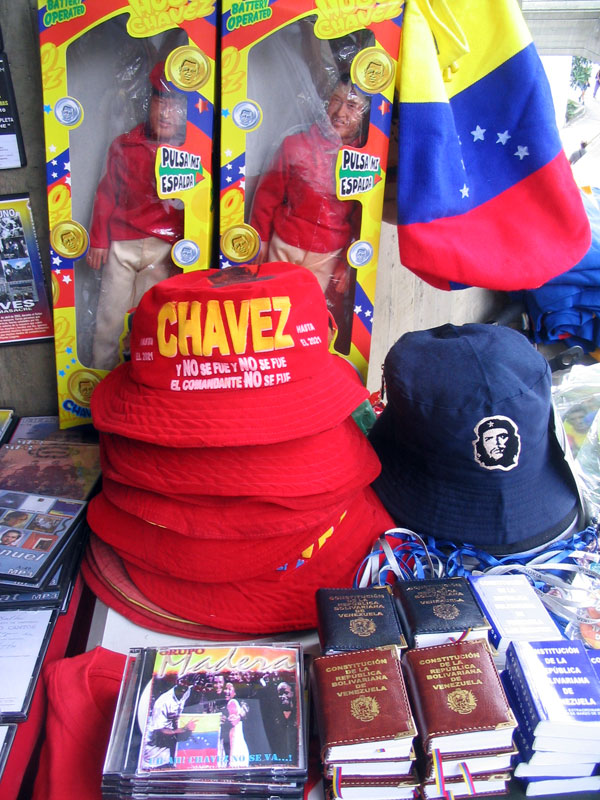
Chávez-Devotionalien 2008

Chávez war eine stark polarisierende Persönlichkeit. In Lateinamerika galt er vielen als undogmatischer Modernisierer linker Ideen. Er wurde von seinen Gegnern ebenso heftig abgelehnt, wie von seinen Anhängern gefeiert. Chávez wurde unter anderem in Filmen wie South of the Border als politischer Neuerer dargestellt.
Auch international fand sich diese gegensätzliche Wahrnehmung: Michael Lingenthal zum Beispiel, Landesbeauftragter der CDU-nahen Konrad-Adenauer-Stiftung in Venezuela, betitelte im Mai 2003 einen Bericht „Ein Land am Abgrund – Venezuela im Würgegriff seines Präsidenten“. Der peruanische Schriftsteller und ehemalige Präsidentschaftskandidat eines Mitte-rechts-Bündnisses Mario Vargas Llosa sagte über Chávez, dass er mit einem Strom von Öldollars antidemokratische, populistische und autoritäre Tendenzen in Lateinamerika fördere. Dagegen erfreut sich Chávez’ Politik bei Teilen der westlichen Linken, als Gegenkonzept zum Neoliberalismus verstanden, einiger Unterstützung. Der Twitteraccount des Präsidenten wurde von 200 Mitarbeitern betreut und von Chávez systematisch zur Interaktion mit seinen Anhängern und Landsleuten benutzt.
Einen Erklärungsversuch für das Phänomen Chávez unternahm der Politikwissenschaftler und Schriftsteller Raul Zelik: Als Folge der neoliberalen Politik in den 1980er und 1990er Jahren und des Caracazo kam es zu einem massiven Verlust des Vertrauens in die traditionellen christ- bzw. sozialdemokratisch orientierten Staatsparteien, die weitgehend kollabierten. Hiervon konnten aber weder linke Avantgardeparteien noch reformistisch linke Kräfte oder Nichtregierungsorganisationen profitieren.
Stattdessen kam es zu einer Vielzahl von singulären, unverbundenen Revolten gegen die herrschende Ordnung: Militärputsche, Gründung von Selbsthilfegruppen und Piratensender in den Armenvierteln. Sie waren aber nicht in eine Partei oder ein Projekt zur gesellschaftlichen Transformation integriert.
Diese vielfältigen gesellschaftlichen Risse ermöglichten dann den Wahlsieg von Hugo Chávez 1998. „Weil parteipolitische Vermittlungsinstanzen bis heute von der Bevölkerung nicht ernst genommen werden, besitzt der Präsident als Symbol und Projektionsfläche, aber auch als Stichwortgeber und politischer Führer eine zentrale Funktion. Auf eigenartige Weise verknüpfen sich damit radikaldemokratische und caudillistische Elemente.“

### Personenkult

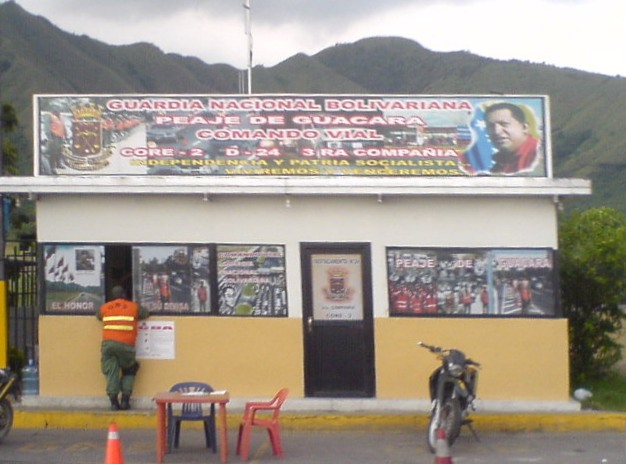
Straßenkontrolle der paramilitären Polizei Guardia Nacional mit Bildern von Chávez

Um Hugo Chávez herrschte schon zu Lebzeiten ein regelrechter Personenkult. So wurde Chávez beispielsweise von seinen Anhängern und von den staatlichen Medien in Venezuela oft als comandante presidente bezeichnet.
Nach seinem Tod nahm dies fast religiöse Züge an. Zunächst wollte man ihn nach dem Vorbild von Lenin, Mao Tse-tung oder Hồ Chí Minh einbalsamieren und für die Ewigkeit ausstellen, was jedoch aus praktischen Gründen nicht möglich war, da der Leichnam dafür schon zu alt war. Später zeigte der venezolanische Staatssender ViVe ein Video, welches Chávez zeigte, wie er im Himmel ankam und dort unter anderem von Che Guevara, Evita Peron, Simón Bolívar und anderen venezolanischen Volkshelden erwartet wurde. Dem Interimspräsidenten und Wunschnachfolger im Präsidentenamt, Nicolás Maduro, sei er während des Wahlkampfes zu den Präsidentschaftswahlen als kleines Vögelchen erschienen.
Seit dem 1. September 2014 ist ein dem Vaterunser angelehntes Gebet an Hugo Chávez von der regierenden Sozialistischen Partei offiziell anerkannt. Es wurde auf einem Parteitag in Caracas offiziell bekannt gemacht.

## Ideologie
Chávez’ ideologische Grundlage sind die Ideen von Simón Bolívar, Simón Rodríguez und Ezequiel Zamora. Zudem war er nach eigenem Bekunden schon in jungen Jahren mit marxistischer Literatur in Kontakt gekommen. Bis zu seinem ersten Bekenntnis zum Marxismus im Dezember 2009 hatte er mehr als ein Jahrzehnt lang über sich ausgesagt, er sei „weder Marxist noch Antimarxist“. Noch im Wahlkampf 1998 hatte er Sympathien für den von Tony Blair und Bill Clinton proklamierten „Dritten Weg“ (siehe auch: Der dritte Weg und Schröder-Blair-Papier) geäußert. Er sei für den Kapitalismus in einer „humanistischen“ Form. Über die kommunistische Ideologie, den „puren Marxismus“, sagte er: „Wir sagen nicht, dass er zu nichts taugt. Aber wir sind davon überzeugt, dass er nicht die Ideologie ist, über die die venezolanische Zukunft gelenkt werden kann.“ Ebenfalls 1998 sagte er in einem Fernseh-Interview kurz vor dem Wahltermin, dass Kuba eine Diktatur sei und behauptete, er würde „weder Wirtschaftsbetriebe noch Medienunternehmen“ verstaatlichen. Erst im Mai 2004 proklamierte er den „antiimperialistischen Charakter der Revolution“ und im Januar 2005 beim Weltsozialforum in Porto Alegre rief er dazu auf, über den Sozialismus zu diskutieren, „einen neuen Sozialismus des 21. Jahrhunderts“. Im Dezember 2007 erklärte Chávez, er sei Trotzkist. Während eines Besuchs in China im folgenden Jahr sagte er, er sei Maoist. Seit Dezember 2009 bezeichnete sich Chávez jedoch als Marxist und bekräftigte diese Positionierung 2010 vor der Nationalversammlung. Hugo Chávez war ein großer Bewunderer der kubanischen Revolution und bereit, die Insel „seines Vorbildes Fidel Castro zu einem nicht geringen Teil zu finanzieren“. Venezuela geriet auch durch diese großen Hilfen an Kuba seinerseits in die Krise.
Über die demokratische Legitimation von Chávez’ Amtszeit wird bis heute kontrovers diskutiert.

## Vorwurf des Nepotismus
Die Opposition beklagte oft, unter Chávez herrsche Nepotismus.
Chávez’ Vater war von 1998 bis 2004 Gouverneur des Bundesstaates Barinas. Seit 2008 ist sein ältester Bruder Adán Chávez dort Gouverneur. Der Bruder Argenis ist seit 2011 Vizeminister für Entwicklung im Ministerium für Elektrizität. Der Bruder Aníbal José ist Bürgermeister der Gemeinde Alberto Arvelo Torrealba. Jorge Arriaza, Minister der Volksmacht für Wissenschaft, Technologie und Innovation, ist Chávez’ Schwiegersohn.
Als seine kleinste Tochter Rosa Inés im Jahr 2006 sagte, dass das Pferd im Staatswappen Venezuelas nach links und nicht nach rechts rennen sollte, gab Chávez ihr recht, und kurz danach stimmte die von seiner Partei dominierte Nationalversammlung der Änderung zu.

## Ehrungen

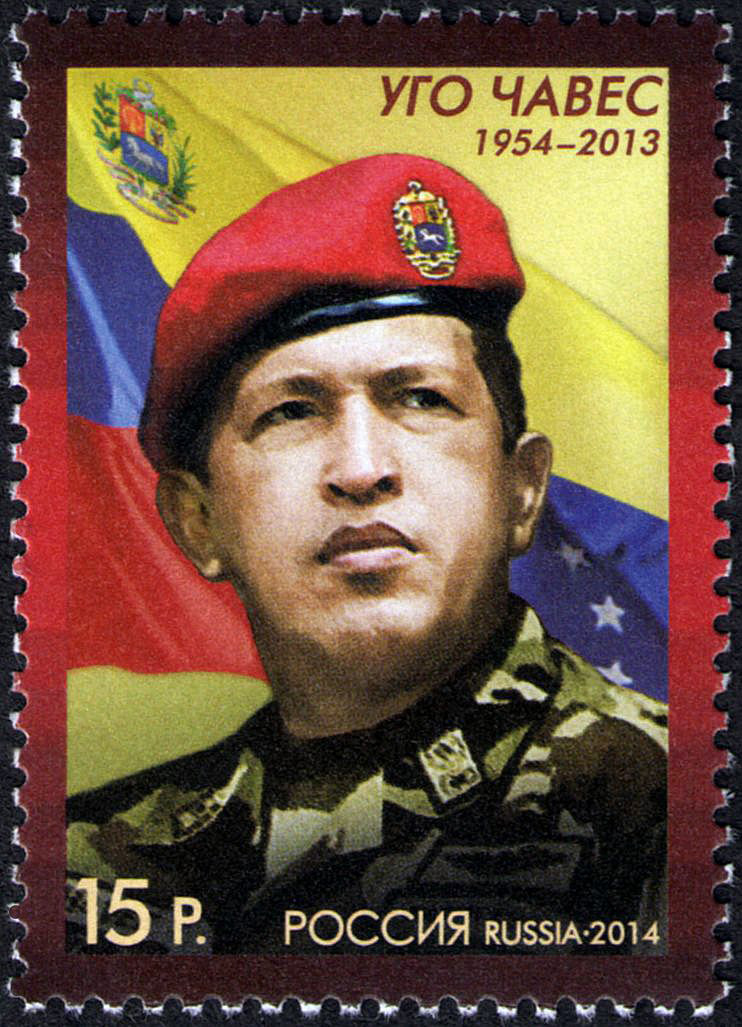
Russische Briefmarke zu Ehren von Hugo Chávez (2014)

Chávez wurden mehrere Ehrendoktorwürden verliehen, unter anderem von der Peking-Universität, der Universidade Federal do Rio de Janeiro, der Universidad Autónoma de Santo Domingo und der südkoreanischen Kyung-Hee-Universität. Daneben war er einer der vier Preisträger des Internationalen José-Martí-Preises der UNESCO, den er 2005 für seine Tätigkeit als „einer der aktivsten Unterstützer der regionalen Integration der lateinamerikanischen Länder“ erhielt. Des Weiteren erhielt er 2004 den Internationalen Gaddafi-Preis für Menschenrechte aus den Händen des ehemaligen algerischen Staatschefs Ben Bella für „seinen Kampf für die Armen und seinen Feldzug gegen Hunger und Elend“ sowie den ausschließlich Staatsoberhäuptern vorbehaltenen höchsten Verdienstorden Irans „für seinen Beitrag zur Verbesserung der bilateralen Beziehungen“ und „seine Bemühungen um einen gerechten Frieden, seine kompromisslose Haltung gegen ein herrschendes System und die Unterstützung aller Anstrengungen um die Freiheit und Unabhängigkeit der venezolanischen Nation“.
2011 wurde er mit dem Rodolfo-Walsh-Preis der Fakultät für Journalismus der Universität La Plata (Argentinien) ausgezeichnet. Die Auszeichnung wird an Persönlichkeiten verliehen, die im nationalen und lateinamerikanischen Rahmen „zur Kommunikation des Volkes, zur Demokratie und zur Freiheit der Völker beitragen“. Oppositionelle Gruppen und Medienorganisationen in Venezuela und in Argentinien kritisierten die Verleihung des Preises an Hugo Chávez scharf. Es könne nicht sein, dass jemand, der in seinem Land oppositionelle Radio- und Fernsehsender schließen lässt, einen Preis erhält, der nach einem Journalisten benannt ist, der Opfer der argentinischen Militärdiktatur wurde.
Die Ernährungs- und Landwirtschaftsorganisation der Vereinten Nationen (FAO) hat 2014 ihr neues Programm zur Bekämpfung des Hungers nach Hugo Chávez benannt.
In der belarussischen Hauptstadt Minsk wurde am 18. Oktober 2014 ein Hugo-Chávez-Park eröffnet. In Venezuela wurde 2017 der Hugo-Chávez-Friedenspreis an Wladimir Putin für seine Rolle im syrischen Bürgerkrieg verliehen.
Die kommunistische Partei Chinas würdigte ihn als Alten Freund des chinesischen Volkes.

### Bücher
- Dario Azzellini: Venezuela Bolivariana. Revolution des 21. Jahrhunderts? Neuer ISP Verlag, 2006, ISBN 3-89900-120-6.
- Dario Azzellini: Partizipation, Arbeiterkontrolle und die Commune. VSA, Hamburg 2010, ISBN 978-3-89965-422-6.
- Andreas Boeckh, Patricia Graf: El comandante en su laberinto: el ideario bolivariano de Chávez. In: Günther Maihold (Hrsg.): Venezuela en retrospectiva. Los pasos hacia el régimen chavista. Vervuert, Frankfurt am Main 2007, ISBN 978-3-86527-356-7, S. 151–178.
- Hugo Chávez, David Deutschmann, Javier Salado (Hrsg.): Chávez: Venezuela and the New Latin America. 2004, ISBN 1-920888-00-4.
- Rory Carroll: Comandante: Hugo Chávez’s Venezuela. Penguin Books, 2014, ISBN 978-0-14-312488-7.
- Javier Corrales, Michael Penfold: Dragon In The Tropics: Hugo Chávez And The Political Economy Of Revolution In Venezuela. Brookings Institution Press, 2011.
- Richard Gott: In The Shadow of The Liberator: Hugo Chávez and the Transformation of Venezuela. London 2000, ISBN 1-85984-775-7.
- Claus H. Kolb: „Adiós Heuschrecken!“ – Das Ende eines Heuschreckenparadieses. Ein reiches Land – bevölkert von Armen – befreit sich vom Raubtierkapitalismus auf der Suche nach einer besseren Zukunft. 2. Auflage. Braun G. Buchverlag, 2009, ISBN 3-7650-8500-6 (274 S.).
- Karin Priester: Hugo Chávez, Führer, Armee, Volk – Linker Populismus an der Macht, in Rechter und linker Populismus: Annäherung an ein Chamäleon. Campus, Frankfurt am Main 2012.
- Christoph Twickel: Hugo Chávez. Eine Biografie. Hamburg 2006, ISBN 3-89401-493-8.
- Friedrich Welsch: Hugo Chávez Frías. In: Nikolaus Werz (Hrsg.): Populisten, Revolutionäre, Staatsmänner. Politiker in Lateinamerika. Frankfurt am Main 2010, S. 546–570.
- Friedrich Welsch, Nikolaus Werz, Andreas Boeckh (Hrsg.): Venezuela heute: Politik, Wirtschaft, Kultur. Vervuert Verlagsgesellschaft, 2011, ISBN 978-3-86527-489-2 (751 S.).
- Michael Zeuske: Von Bolívar zu Chávez. Die Geschichte Venezuelas. Rotpunktverlag, Zürich 2008, ISBN 978-3-85869-313-6.

Belletristik
- Alberto Barrera Tyszka: Die letzten Tage des Comandante: Roman. Übersetzung aus dem Spanischen Matthias Strobel. Nagel & Kimche, München 2017.

### Zeitungsartikel
- Die vielen Gesichter des Hugo Chávez. Schwerpunkt- und Titelthema der Lateinamerika Nachrichten, Heft 318, Dezember 2000
- Arturo Uslar Pietri: Venezuela für Chávez und gegen Korruption. In: Le Monde diplomatique, 11. Dezember 1998 (online)
- Pablo Aiquel: Was meint Hugo Chávez mit Bolivarismus? In: Le Monde diplomatique, 10. November 2000 (online)
- Maurice Lemoine: Der Herbst des Populisten Hugo Chávez. In: Le Monde diplomatique, 17. Mai 2002 (online)

## Filmdokumente
- Oliver Stone: South of the Border – Dokumentarfilm von Oliver Stone (2009), besteht hauptsächlich aus Interviews mit den Staatsoberhäuptern mehrerer südamerikanischer Länder, so z. B. mit Hugo Chávez, Evo Morales und Cristina Fernández de Kirchner
- Kim Bartley, Donnacha O’Briain: Chávez – Ein Staatsstreich von innen (Eintrag bei IMDb). (Der vielprämierte Film entstand während des Putsches gegen Chávez im Präsidentenpalast.) Online
- The Hugo Chávez Show – Frontline-Dokumentation (PBS) über Hugo Chávez (Video, englisch, 84 Min.)
- Wolfgang Schalk, Thaelman Urgelles: X-ray of a Lie